# Liste der Biografien/Schle
Liste der Biografien |
Portal Biografien |
Personensuche
# |
A |
B |
C |
D |
E |
F |
G |
H |
I |
J |
K |
L |
M |
N |
O |
P |
Q |
R |
S |
T |
U |
V |
W |
X |
Y |
Z |
?
 
Sa |
Sb |
Sc |
Sd |
Se |
Sf |
Sg |
Sh |
Si |
Sj |
Sk |
Sl |
Sm |
Sn |
So |
Sp |
Sq |
Sr |
Ss |
St |
Su |
Sv |
Sw |
Sy |
Sz
 
Sca–Sce |
Sch |
Sci–Scz
 
Scha |
Schc |
Schd |
Sche |
Schg |
Schi |
Schj |
Schk |
Schl |
Schm |
Schn |
Scho |
Schp |
Schr |
Schs |
Scht |
Schu |
Schv |
Schw |
Schy
 
Schla |
Schle |
Schli |
Schlj |
Schlo |
Schlu |
Schly
Die Liste der Biografien führt alle Personen auf, die in der deutschsprachigen Wikipedia einen Artikel haben. Dieses ist eine Teilliste mit 787 Einträgen von Personen, deren Namen mit den Buchstaben „Schle“ beginnt.

## Schle

### Schleb
- Schleber, Alexander (* 1939), deutsch-amerikanisch-belgischer Objektkünstler
- Schleberger, Erwin (1930–2013), deutscher Jurist und Politiker (CDU)
- Schlebrowski, Elwin (1925–2000), deutscher Fußballspieler
- Schlebrügge, Johann David Paul von (1769–1851), preußischer Verwaltungsjurist und Landrat
- Schlebrügge, Max von (* 1977), schwedischer Fußballspieler
- Schlebrügge, Nena von (* 1941), US-amerikanische Psychologin, ehemaliges ModelNena von Schlebrügge (* 1941)

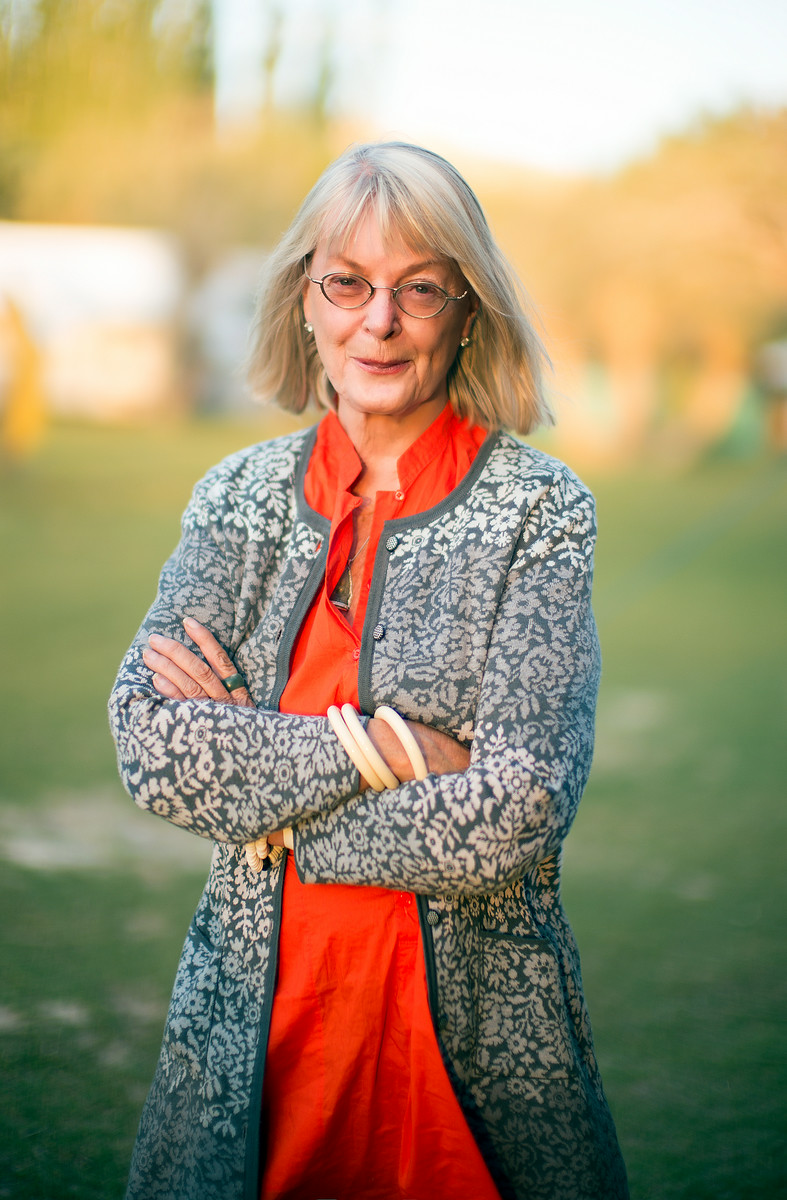
Nena von Schlebrügge (* 1941)

- Schleburg, Florian (* 1972), deutscher Anglist und Linguist
- Schlebusch, Alwyn (1917–2008), südafrikanischer Politiker
- Schlebusch, Anna Elisabeth von (1626–1706), schlesische Baronin und Freifrau sowie religiöse Schriftstellerin
- Schlebusch, Hans-Martin (* 1946), deutscher Politiker (CDU), MdL
- Schlebusch, Hubert (1893–1955), deutscher Politiker (SPD), MdR
- Schlebusch, Johann (1607–1659), deutscher Jurist und Bürgermeister von Hamburg
- Schlebusch, Walter (* 1949), deutscher Manager

### Schlec
- Schlecht, Christian (1858–1926), württembergischer Oberamtmann
- Schlecht, Franz Xaver († 1782), deutscher Musiker und Komponist
- Schlecht, Johannes (* 1948), deutscher Komponist
- Schlecht, Joseph (1857–1925), deutscher katholischer Geistlicher, Lehrer und Historiker
- Schlecht, Julia (* 1980), deutsche Volleyball-Nationalspielerin
- Schlecht, Karl (1932–2024), deutscher UnternehmerKarl Schlecht (1932–2024)

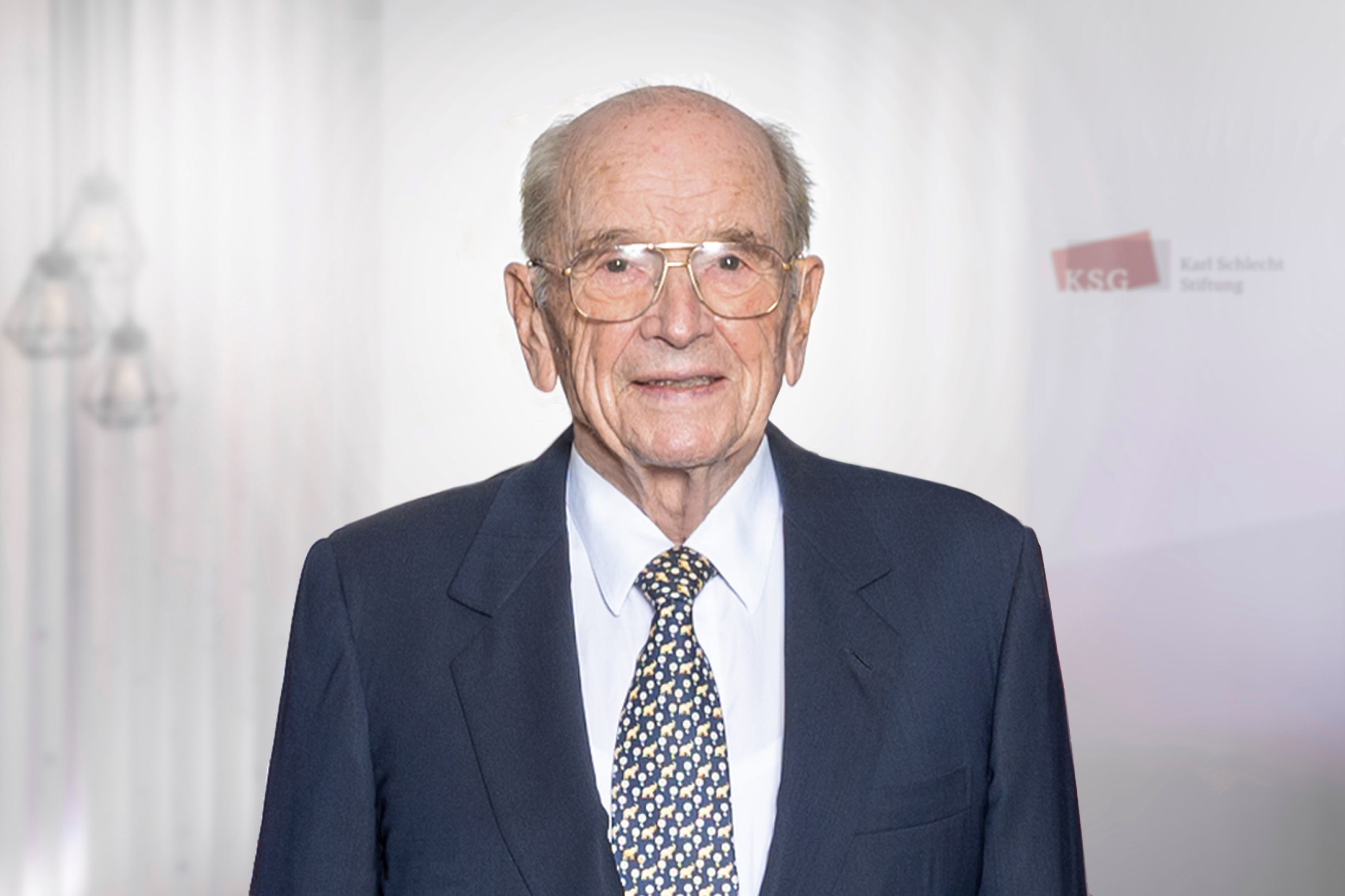
Karl Schlecht (1932–2024)

- Schlecht, Martin (* 1976), deutscher Kameramann
- Schlecht, Michael (* 1951), deutscher Politiker (Die Linke), MdB
- Schlecht, Otto (1925–2003), deutscher Staatssekretär
- Schlecht, Paul (1882–1947), deutscher kommunistischer Politiker, KPD, MdR
- Schlecht, Raymund (1811–1891), deutscher katholischer Geistlicher, Pädagoge und Musikforscher
- Schlecht, Robert (1740–1802), Abt der Reichsabtei Salem
- Schlecht, Sebastian (* 1985), deutscher Schauspieler
- Schlechta von Wschehrd, Franz Xaver (1796–1875), österreichischer Beamter und Dichter
- Schlechta von Wschehrd, Vinzenz (1798–1879), österreichischer Feldmarschalleutnant
- Schlechta, Karl (1904–1985), österreichisch-deutscher Nietzsche-Forscher
- Schlechta, Karl (1922–2016), österreichischer Fußballspieler und -trainer
- Schlechte, Erhard (1911–1979), deutscher Bauingenieur und Hochschullehrer
- Schlechte, Horst (1909–1986), deutscher Historiker und Archivar
- Schlechtendahl, Georg Julius von (1770–1833), deutscher Verwaltungsbeamter
- Schlechtendal, Diederich Franz Leonhard von (1794–1866), deutscher Botaniker
- Schlechtendal, Diederich Friedrich Carl von (1767–1842), deutscher Botaniker, Jurist, Polizeipräsident in Berlin und Chefpräsident des Oberlandesgerichts Paderborn
- Schlechtendal, Dietrich von (1834–1916), deutscher Botaniker, Entomologe und Paläontologe
- Schlechtendal, Eugen von (1830–1881), preußischer Verwaltungsjurist und Landrat
- Schlechtendal, Hermann von (1859–1920), preußischer Verwaltungsbeamter und Landrat
- Schlechtendal, Max-Friedrich von (1868–1920), preußischer Generalmajor, Ritter des Ordens Pour le Mérite
- Schlechtendal, Reinhard Friedrich von (1739–1818), Regierungspräsident in Aurich und Oberlandesgerichtspräsident, 1786 nobilitiert
- Schlechter, Armin (* 1960), deutscher Bibliothekar und Germanist
- Schlechter, Carl (1874–1918), österreichischer SchachspielerCarl Schlechter (1874–1918)

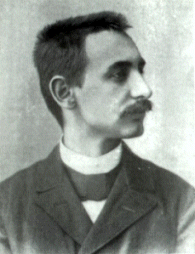
Carl Schlechter (1874–1918)

- Schlechter, Dominik (* 1990), deutscher Handballtrainer
- Schlechter, Hermann (1891–1983), deutscher Elektrotechniker und Kommunalpolitiker (FDP)
- Schlechter, Kristina (* 1984), deutsche Volleyball- und Beachvolleyballspielerin
- Schlechter, Lambert (* 1941), luxemburgischer Schriftsteller
- Schlechter, Marcel (1928–2023), luxemburgischer Boxer, Gewerkschafter und Politiker (LSAP)
- Schlechter, Pit (* 1990), luxemburgischer Radrennfahrer
- Schlechter, Rudolf (1872–1925), deutscher Botaniker
- Schlechtriem, Gert (1929–1998), deutscher Volkskundler und Museumsdirektor
- Schlechtriem, Peter (1933–2007), deutscher Rechtswissenschaftler
- Schlechtweg, Christian (* 1976), deutscher Florettfechter
- Schleck, Andy (* 1985), luxemburgischer StraßenradfahrerAndy Schleck (* 1985)

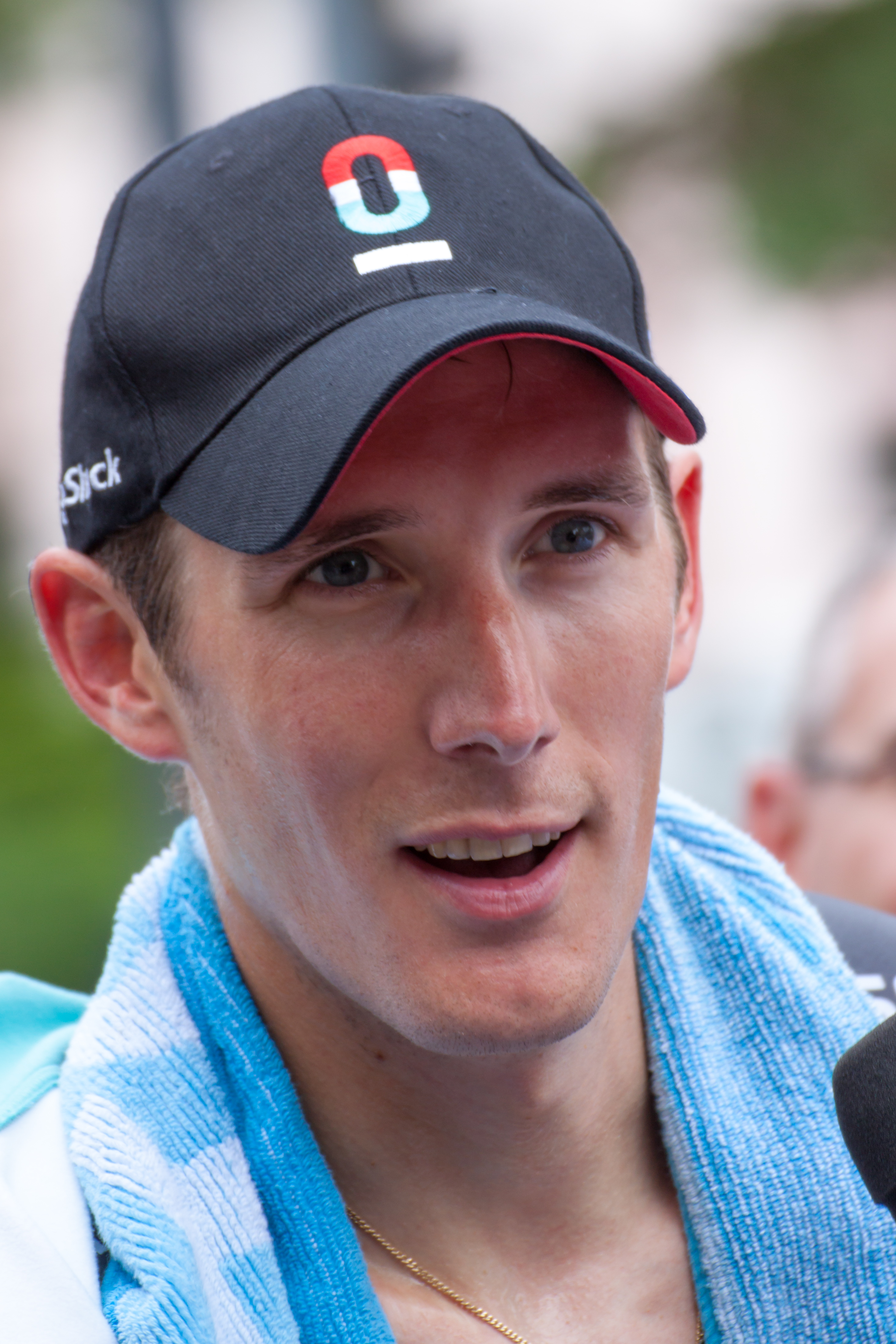
Andy Schleck (* 1985)

- Schleck, Charles Asa (1925–2011), US-amerikanischer Kurienerzbischof der römisch-katholischen Kirche
- Schleck, Fränk (* 1980), luxemburgischer Radrennfahrer
- Schleck, Johny (* 1942), luxemburgischer Radrennfahrer
- Schlecker, Anton (* 1944), deutscher Unternehmer, Gründer der Schlecker-Drogeriemärkte
- Schlecker, Lars (* 1971), deutscher Unternehmer
- Schlecker, Meike (* 1973), deutsche Unternehmerin

### Schled
- Schledde, Ansgar (* 1977), deutscher Politiker (AfD), MdL Niedersachsen
- Schlede, Stefan (1940–2024), deutscher Politiker (CDU), MdA
- Schlederer, Victoria (* 1985), österreichische Autorin

### Schlee
- Schlee, Albrecht (1910–1990), deutscher Politiker (CSU), MdB
- Schlee, Aldyr (1934–2018), brasilianischer Autor, Journalist und Zeichner
- Schlee, Alfred (1901–1999), österreichisch-deutscher MusikverlegerAlfred Schlee (1901–1999)

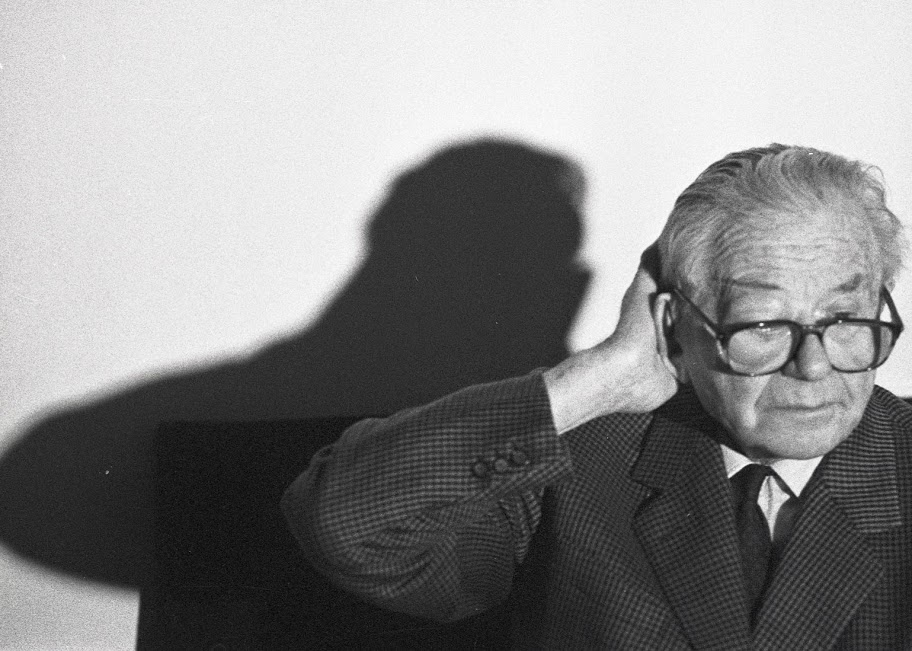
Alfred Schlee (1901–1999)

- Schlee, Bernhard (1858–1928), deutscher Jurist, und Politiker (NLP), MdR
- Schlee, Charles (1873–1947), dänisch-US-amerikanischer Radrennfahrer
- Schlee, Christian (1579–1646), deutscher lutherischer Geistlicher, Theologe und Hochschullehrer
- Schlee, Dietmar (1938–2002), deutscher Politiker (CDU), MdL, MdB
- Schlee, Emil (1922–2009), deutscher Politiker (CDU, REP), MdL, MdEP
- Schlee, Ernst (1834–1905), deutscher Reformpädagoge
- Schlee, Ernst (1910–1994), deutscher Kunsthistoriker, Museumsdirektor sowie Übersetzer
- Schlee, Günther (* 1951), deutscher Ethnologe
- Schlee, Johann Baptist (1897–1975), deutscher Oboist und Musikpädagoge
- Schlee, Karl (1902–1988), deutscher Kommunalpolitiker (NSDAP)
- Schlee, Max (1866–1945), württembergischer Generalmajor
- Schlee, Oswald (1553–1613), deutscher lutherischer Geistlicher und Theologe
- Schlee, Thomas Daniel (* 1957), österreichischer Organist, Komponist und Intendant
- Schlee, Walter (1894–1964), deutscher Drehbuchautor
- Schlee, Walter (1915–2013), deutscher Politiker (NDPD), MdV
- Schleede, Arthur (1892–1977), deutscher Chemiker
- Schleef, Einar (1944–2001), deutscher Schriftsteller und Regisseur
- Schleef, Heidrun (* 1962), deutsche Drehbuchautorin und Hochschullehrerin
- Schleef, Marco (* 1999), deutscher Fußballspieler
- Schleef, Tania (* 1976), deutsche Moderatorin
- Schleemann, André, deutscher American-Football-Trainer
- Schleenbecker, Katrin (* 1977), deutsche Politikerin (Bündnis 90/Die Grünen), MdL
- Schleener, Lotar (1927–2014), deutscher Tischtennisspieler
- Schleenstein, Johann Georg (1650–1729), deutscher Oberst, Erfinder, Festungsarchitekt und Kartograph
- Schleep, Bernhard Christian (1768–1838), Hofintendant, Kammerrat, Zoologe und Ornithologe
- Schleese, Reinhold (1863–1929), deutscher Pädagoge, Initiator und Mitgründer der Hafengesellschaft Hannover
- Schleeter, Johann († 1457), Weihbischof in Köln

### Schleg
- Schlegel, Annika (* 1994), deutsche Sommerbiathletin und Handballspielerin

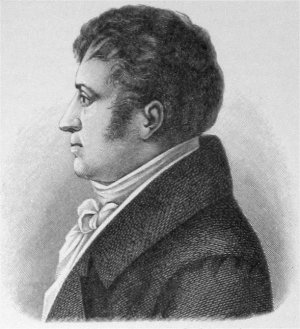
August Wilhelm Schlegel (1767–1845)

- Schlegel, August Wilhelm (1767–1845), deutscher Literaturhistoriker, Übersetzer, Schriftsteller, Indologe und PhilosophAugust Wilhelm Schlegel (1767–1845)
- Schlegel, August Wilhelm (* 1810), deutscher Hofschauspieler
- Schlegel, Bernd (* 1972), deutscher Filmeditor
- Schlegel, Bernhard (1913–1987), deutscher Internist
- Schlegel, Brad (* 1968), kanadischer Eishockeyspieler
- Schlegel, Carl August (1762–1789), deutscher Kartograf und Genieoffizier
- Schlegel, Catharina Amalia von (1697–1777), deutsche Kirchenlieddichterin
- Schlegel, Christian (1667–1722), deutscher Historiograph und Schriftsteller
- Schlegel, Christiane Karoline (1739–1833), deutsche Schriftstellerin
- Schlegel, Christoph (1613–1678), deutscher lutherischer Theologe und Superintendent in Herzberg und Grimma
- Schlegel, Corney (* 1969), deutscher Basketballspieler
- Schlegel, Daniel (1591–1653), deutscher Kaufmann, Kammer- und Ökonomierat
- Schlegel, Detlef (* 1964), deutscher Koch
- Schlegel, Dieter (1924–2013), deutscher Kieferchirurg und Hochschullehrer
- Schlegel, Dirk (* 1961), deutscher Fußballspieler
- Schlegel, Dorothea (1764–1839), deutsche Literaturkritikerin, SchriftstellerinDorothea Schlegel (1764–1839)

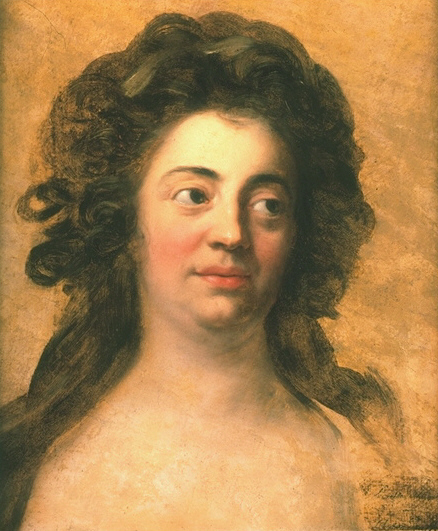
Dorothea Schlegel (1764–1839)

- Schlegel, Dorothee (* 1959), deutsche Politikerin (SPD), MdB
- Schlegel, Eduard (1787–1830), deutscher Unternehmer und Philanthrop
- Schlegel, Eduard (* 1966), deutscher Basketballspieler
- Schlegel, Eduard von (1793–1869), preußischer General der Infanterie
- Schlegel, Egon (1938–2013), deutscher Filmregisseur, Drehbuchautor und Schauspieler
- Schlegel, Elias (1750–1805), deutscher Instrumentenmacher und Klavierbauer
- Schlegel, Erich (1866–1938), deutscher evangelischer Geistlicher
- Schlegel, Ernesto (1923–1997), Schweizer Koch
- Schlegel, Ernst (1882–1976), deutscher Flugpionier und Ingenieur
- Schlegel, Ernst Bernhard (1838–1896), schwedischer Notar, Genealoge, Heraldiker und Topograph
- Schlegel, Eugen (* 1903), Schweizer Radrennfahrer
- Schlegel, Eugen (* 1975), kasachstandeutscher Filmemacher und Kameramann
- Schlegel, Eva (* 1960), österreichische Künstlerin und Hochschullehrerin
- Schlegel, Falk Maria (* 1975), deutscher Keyboarder
- Schlegel, Franz (1822–1882), deutscher Arzt, Zoologe, Direktor Zoologischer Garten Breslau
- Schlegel, Friedrich (1772–1829), deutscher Kulturphilosoph, Schriftsteller, Literatur- und Kunstkritiker, Historiker und AltphilologeFriedrich Schlegel (1772–1829)

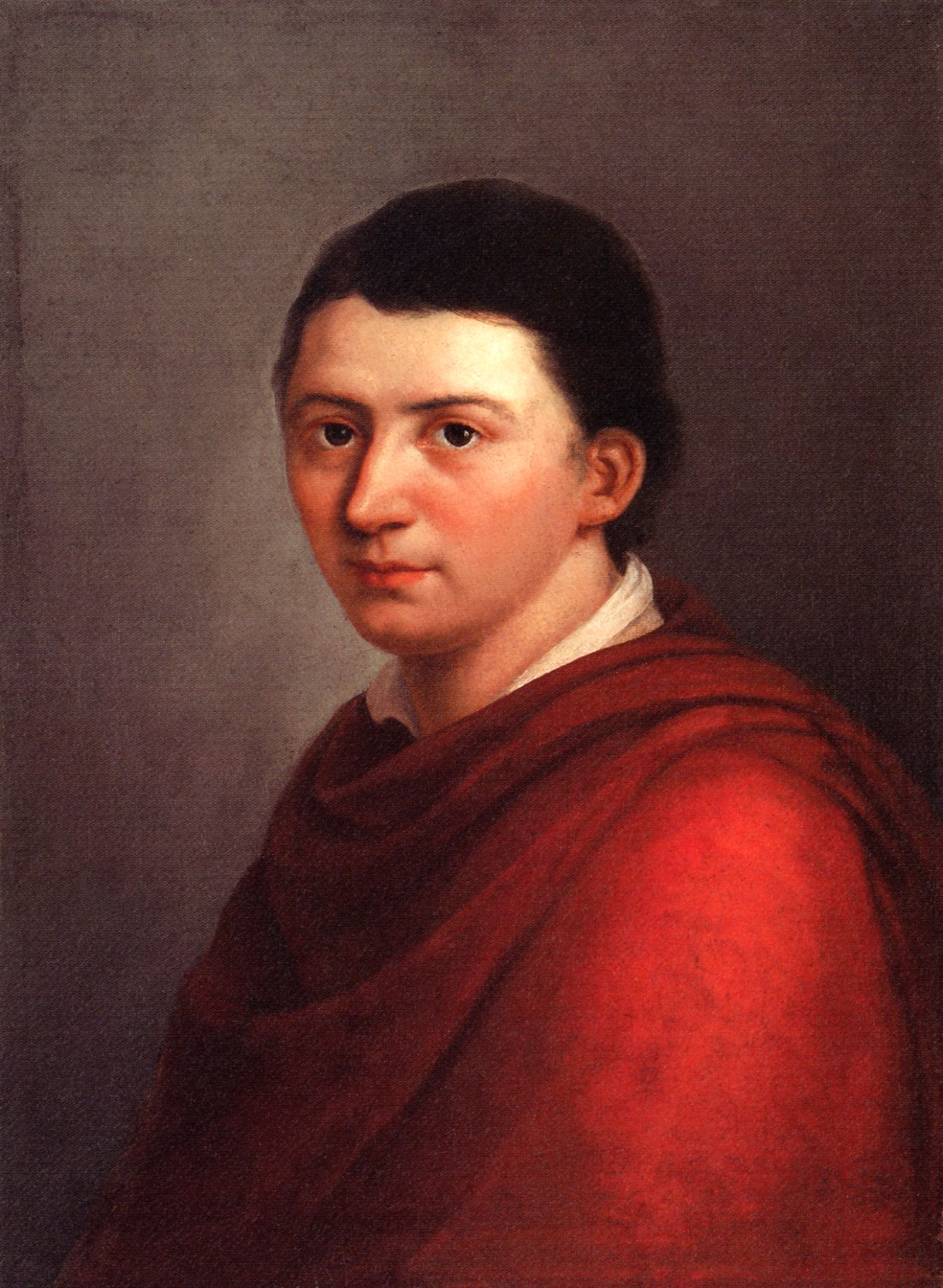
Friedrich Schlegel (1772–1829)

- Schlegel, Friedrich (1894–1936), deutscher Politiker (NSDAP) und SS-Brigadeführer
- Schlegel, Friedrich Justus August (1769–1828), deutscher Arzt
- Schlegel, Fritz (* 1900), deutscher Politiker (NSDAP), MdL
- Schlegel, Fritz (1901–1971), deutscher Schauspieler
- Schlegel, Gerhard (1903–1983), deutscher Sportfunktionär und Berliner Hafendirektor
- Schlegel, Gerhard (1939–2023), deutscher Anästhesist und Kirchenhistoriker
- Schlegel, Gottlieb (1739–1810), evangelischer Theologe und Generalsuperintendent für Vorpommern
- Schlegel, Günter (1926–2004), deutscher Fußballspieler
- Schlegel, Hans Günter (1924–2013), deutscher Mikrobiologe
- Schlegel, Hans Wilhelm (* 1951), deutscher Astronaut
- Schlegel, Hans-Dieter (1925–1987), deutscher Schauspieler und Regisseur
- Schlegel, Hans-Joachim (1942–2016), deutscher Filmhistoriker, -kritiker und -publizist
- Schlegel, Harry (* 1988), deutscher Beachvolleyballspieler
- Schlegel, Helmut (* 1943), deutscher Franziskaner, Priester, Meditationslehrer, Buchautor und Texter von Neuen Geistlichen Liedern
- Schlegel, Henry (* 1999), deutscher American-Football-Trainer
- Schlegel, Herbert Rolf (1889–1972), deutscher Maler
- Schlegel, Hermann (1804–1884), deutscher Ornithologe und Herpetologe
- Schlegel, Jan C. (* 1965), deutscher Fotograf
- Schlegel, Joachim (1929–2020), deutscher evangelisch-lutherischer Theologe und Direktor der Leipziger Mission
- Schlegel, Johann Adolf (1721–1793), deutscher Dichter und Geistlicher
- Schlegel, Johann Bernhard (1827–1859), deutscher evangelischer Missionar
- Schlegel, Johann Carl Fürchtegott (1758–1831), deutscher Konsistorialrat
- Schlegel, Johann Elias (1719–1749), deutscher Dichter, Jurist und Dichtungstheoretiker
- Schlegel, Johann Friedrich (* 1689), Stiftssyndikus in Meißen
- Schlegel, Johann Gottfried, deutscher Baumeister
- Schlegel, Johann Heinrich († 1780), deutscher Gelehrter in Kopenhagen
- Schlegel, Johann Joachim (1821–1890), Bierbrauer und Gründer der Schlegel Brauerei AG in Bochum
- Schlegel, Johann Otto Heinrich von (1724–1803), sächsischer Kreishauptmann und Rittergutsbesitzer
- Schlegel, Johann Rudolf (1729–1790), deutscher Theologe und Pädagoge zur Zeit der Aufklärung
- Schlegel, Jonny (1921–2013), deutscher Sonderschulpädagoge und Hochschullehrer
- Schlegel, Jörg (1940–2010), deutscher Politiker und Wirtschaftsfunktionär
- Schlegel, Jörg-Michael (* 1972), deutscher Musiker
- Schlegel, Josef (1803–1872), österreichischer Politiker
- Schlegel, Josef (1814–1887), liechtensteinischer Politiker, Landtagsabgeordneter
- Schlegel, Josef (1869–1955), österreichischer Politiker (CS), Landtagsabgeordneter
- Schlegel, Julius (1825–1884), deutscher höfischer Landschaftsmaler in Potsdam
- Schlegel, Julius (1895–1958), österreichischer Offizier der deutschen Wehrmacht, Retter der Kunstschätze des Klosters von MontecassinoJulius Schlegel (1895–1958)

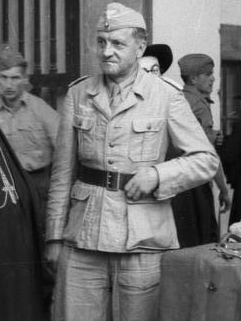
Julius Schlegel (1895–1958)

- Schlegel, Julius Heinrich Gottlieb (1772–1839), deutscher Mediziner
- Schlegel, Jürgen (* 1940), deutscher Boxer (DDR)
- Schlegel, Jürgen (* 1977), deutscher Tänzer, Tanzsporttrainer und Dance-Instructor
- Schlegel, Karl (1893–1918), deutscher Jagdflieger der Fliegertruppe im Ersten Weltkrieg
- Schlegel, Karl August Moritz (1756–1826), deutscher lutherischer Theologe und Publizist
- Schlegel, Karl Wilhelm (1828–1900), liechtensteinischer Arzt, Landtagsabgeordneter, Landtagsvizepräsident und Landtagspräsident
- Schlegel, Kathrin (* 1977), deutsch-niederländische Installationskünstlerin
- Schlegel, Klara (* 2001), österreichische Handballspielerin
- Schlegel, Klaus (1931–1992), deutscher Fußballspieler und Sportjournalist
- Schlegel, Leo (1873–1938), Schweizer Zisterzienser
- Schlegel, Leon (* 1998), Schweizer Unihockeyspieler
- Schlegel, Lisa (* 1967), österreichische Theaterschauspielerin
- Schlegel, Lothar (* 1933), deutscher Fußballspieler
- Schlegel, Lothar (* 1941), deutscher katholischer Geistlicher, apostolischer Visitator und Domkapitular
- Schlegel, Louis (1858–1929), deutscher Politiker (SPD), MdR1
- Schlegel, Lucas (* 1994), Schweizer Unihockeyspieler
- Schlegel, Marc (* 1982), deutscher Filmregisseur und Drehbuchautor
- Schlegel, Margarete (1899–1987), deutsche Schauspielerin
- Schlegel, María Priscilla (* 1993), spanische Volleyballspielerin
- Schlegel, Martin (1581–1640), deutscher evangelischer Theologe, Hofprediger und Superintendent
- Schlegel, Martin (* 1946), deutscher Spieleautor und Statistiker
- Schlegel, Martin (* 1976), Schweizer ÖkonomMartin Schlegel (* 1976)

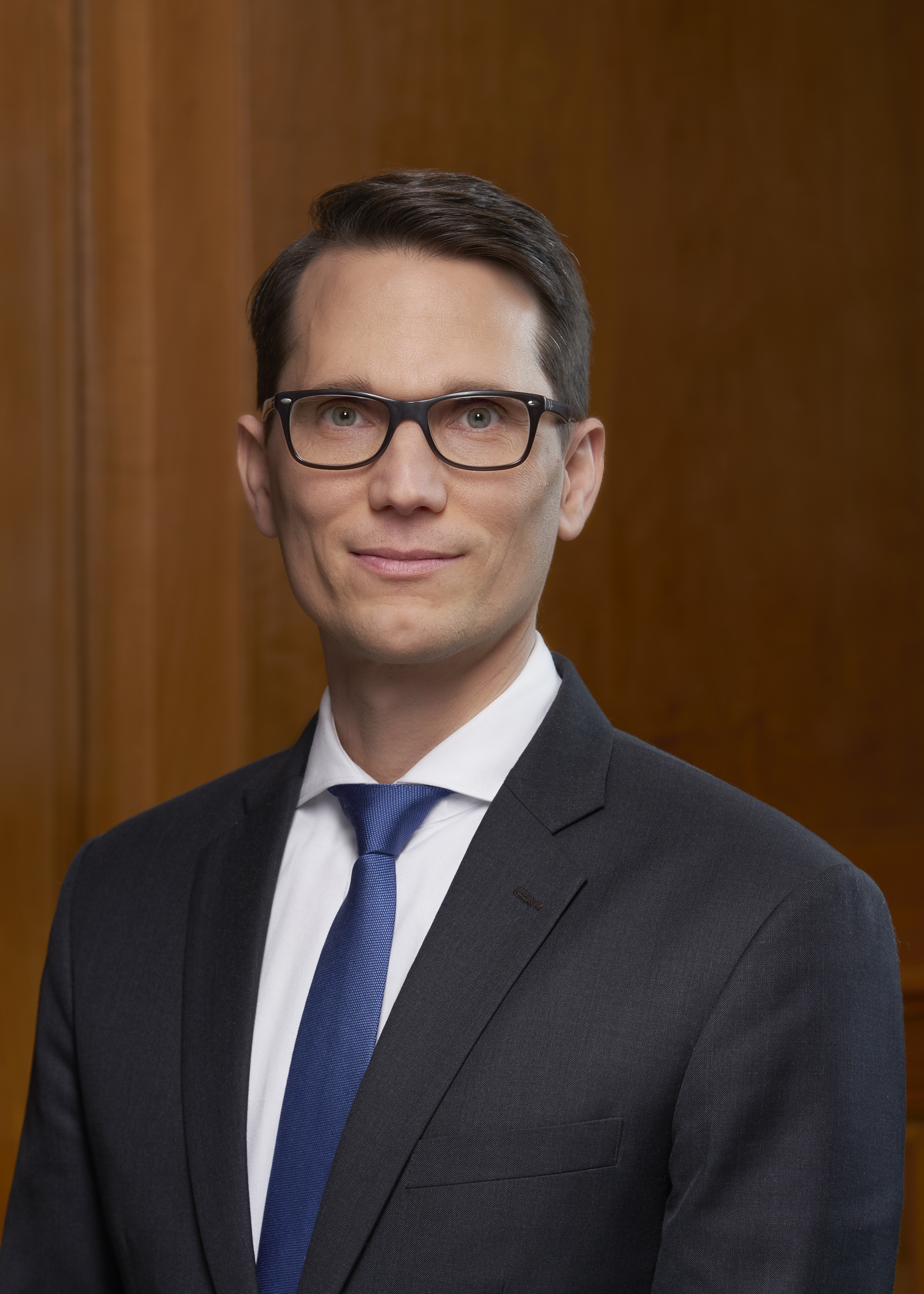
Martin Schlegel (* 1976)

- Schlegel, Marvin (* 1998), deutscher Leichtathlet
- Schlegel, Mathias (1865–1940), deutscher Veterinär und Hochschullehrer
- Schlegel, Mathilde (1825–1848), deutsche Hoftheaterschauspielerin
- Schlegel, Max (* 1904), deutscher Politiker (LDPD), MdL Sachsen-Anhalt
- Schlegel, Maximilian von (1809–1863), preußischer Generalmajor
- Schlegel, Michal (* 1995), tschechischer Radrennfahrer
- Schlegel, Niklas (* 1994), kanadisch-schweizerischer Eishockeytorhüter
- Schlegel, Nina (* 1980), österreichische Snowboarderin
- Schlegel, Norbert (* 1961), deutscher Fußballspieler und -trainer
- Schlegel, Othmar (* 1951), Schweizer Koch
- Schlegel, Patrick (* 1991), deutscher Schauspieler
- Schlegel, Paul (* 1964), Schweizer Unternehmer und Politiker
- Schlegel, Paul Marquard (1605–1653), deutscher Mediziner und Botaniker
- Schlegel, Peter (1941–2008), deutscher Zoologe
- Schlegel, Rainer (* 1958), deutscher Jurist und Vizepräsident des BundessozialgerichtsRainer Schlegel (* 1958)

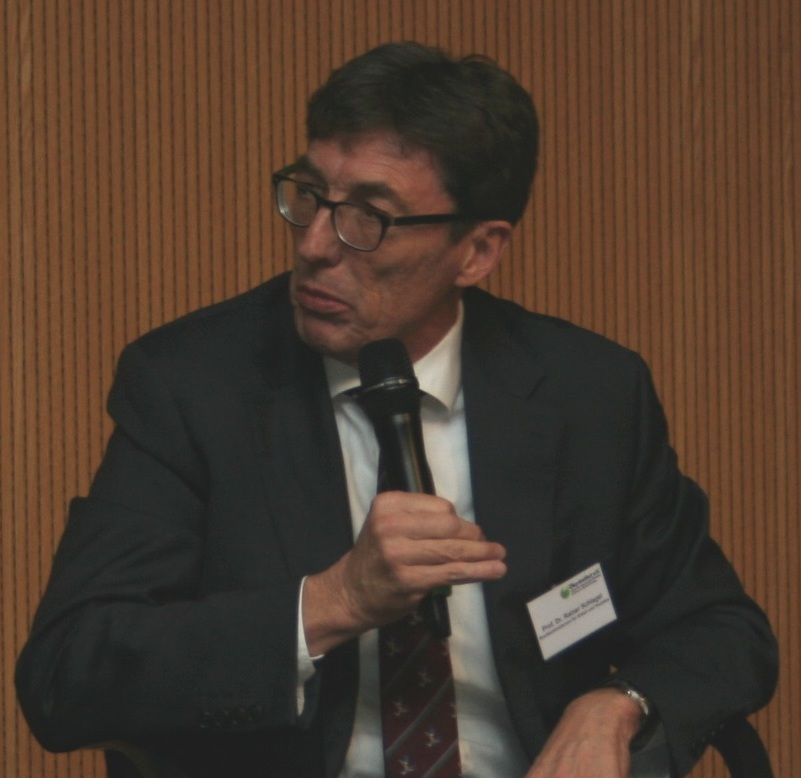
Rainer Schlegel (* 1958)

- Schlegel, Raphael (1839–1907), deutscher Fotograf
- Schlegel, Rolf (* 1947), deutscher Agrarwissenschaftler und Pflanzengenetiker
- Schlegel, Rudolf (1913–1983), deutscher SS-Hauptsturmführer, Teilkommandoführer des Einsatzkommandos 8 und verurteilter Kriegsverbrecher
- Schlegel, Rudolf von (1804–1877), preußischer Generalleutnant
- Schlegel, Sandra Maria (* 1977), deutsche Schauspielerin
- Schlegel, Severin (* 2004), liechtensteinischer Fussballspieler
- Schlegel, Siegfried (1928–2022), deutscher Geografielehrer, Heimatforscher und Autor
- Schlegel, Sören (* 1960), deutscher Sprinter
- Schlegel, Stefan (* 1968), Schweizer Jazzposaunist
- Schlegel, Stephan (* 1969), deutscher Handballspieler und -trainer
- Schlegel, Theodul († 1529), Schweizer Geistlicher und Abt des St. Luzi in Chur
- Schlegel, Tina (* 1974), deutsche Schriftstellerin, Kulturjournalistin und Dozentin
- Schlegel, Uwe (* 1941), deutscher Physiker und Hochschullehrer
- Schlegel, Victor (1843–1905), deutscher Mathematiker
- Schlegel, Volker (* 1942), deutscher Botschafter, Staatsrat (Staatssekretär)
- Schlegel, Walter (* 1941), österreichischer Denkmalpfleger
- Schlegel, Walter (* 1962), Schweizer Verwaltungsjurist und Polizeikommandant
- Schlegel, Werner (* 1900), deutscher Maschinenbauingenieur und Autor
- Schlegel, Werner (1908–1945), österreichischer Fotograf
- Schlegel, Werner (1929–1989), deutscher Tierzuchtwissenschaftler
- Schlegel, Werner (* 1951), deutscher Schriftsteller
- Schlegel, Werner (* 1953), deutscher Bildhauer und Zeichner
- Schlegel, Werner-Hans (1915–2003), deutscher Maler und Grafiker
- Schlegel, Willhart S. (1912–2001), deutscher Arzt, Schriftsteller und Sexualwissenschaftler
- Schlegel, Wolf Benno von (1801–1860), preußischer Generalleutnant
- Schlegel, Wolf Georg von (1633–1710), deutscher Erb- und Lehnsherr sowie Ständevertreter
- Schlegel, Wolfgang (1945–2022), deutscher Physiker
- Schlegel, Yves (* 1993), Schweizer Kleinfeld-Unihockeyspieler
- Schlegel-Friedrich, Daniela (* 1967), deutsche Politikerin (CDU), MdL
- Schlegel-Matthies, Kirsten (* 1959), deutsche Hochschullehrerin, Professorin für Haushaltswissenschaft an der Universität Paderborn
- Schlegelberger, Brigitte (* 1956), deutsche Humangenetikerin
- Schlegelberger, Bruno (* 1934), deutscher Theologe
- Schlegelberger, Franz (1876–1970), deutscher Jurist und Politiker (NSDAP), JustizministerFranz Schlegelberger (1876–1970)

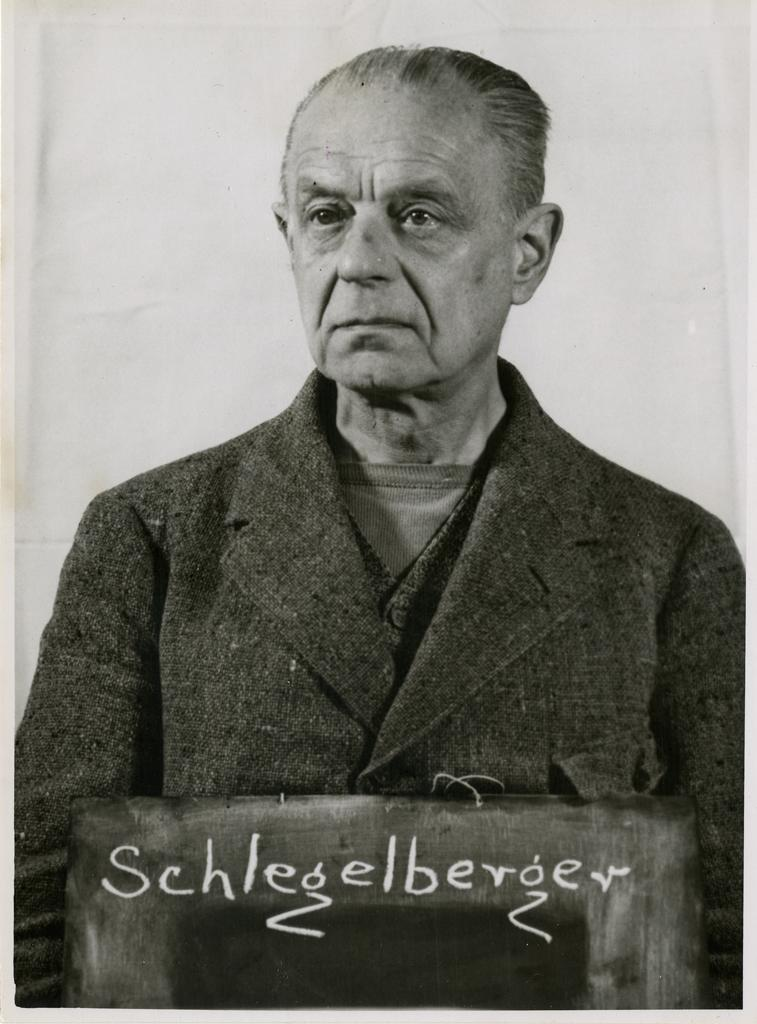
Franz Schlegelberger (1876–1970)

- Schlegelberger, Günther (1909–1974), deutscher Diplomat
- Schlegelberger, Hartwig (1913–1997), deutscher Politiker (CDU), MdL, Landesminister in Schleswig-Holstein
- Schlegelholz, Johann († 1466), Großprior
- Schlegelmilch, Alexander (1777–1831), deutsch-russischer Mineraloge
- Schlegelmilch, Arthur (* 1958), deutscher Historiker
- Schlegelmilch, Bodo (* 1955), deutscher Marketingwissenschaftler und Hochschullehrer
- Schlegelmilch, Cordia (* 1952), deutsche Soziologin, Autorin und Fotografin
- Schlegelmilch, Harald (* 1987), lettischer Automobilrennfahrer
- Schlegelmilch, Otto (* 1903), deutscher Gewerkschafter und Politiker (SED), MdV
- Schlegelmilch, Rainer W. (* 1941), deutscher Fotograf
- Schlegelmilch, Renardo (* 1988), deutscher Journalist
- Schlegelmilch, Rudolf (1931–2018), deutscher Physiker und Paläontologe
- Schlegelmilch, Werner (1910–2005), deutscher Physiker und Hochschullehrer
- Schleger, Hans (1898–1976), deutsch-britischer Grafiker und Grafikdesigner
- Schleger, Walter (1929–1999), österreichischer Fußballspieler und Kynologe
- Schlegl, Franz (1908–1969), österreichischer Politiker (ÖVP), Landtagsabgeordneter
- Schlegl, Tobias (* 1977), deutscher Radio- und Fernsehmoderator, Musiker und AutorTobias Schlegl (* 1977)

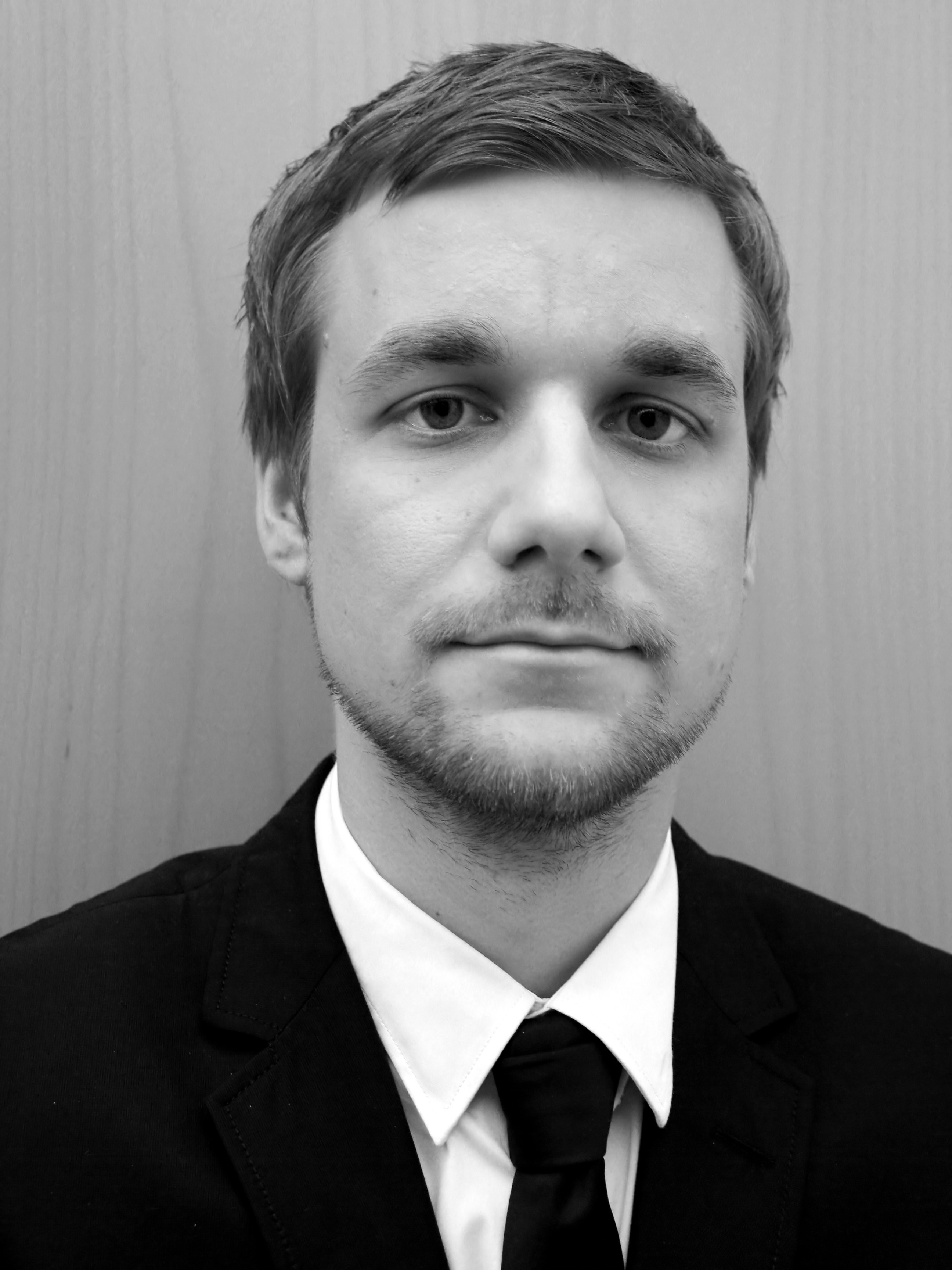
Tobias Schlegl (* 1977)

- Schlegtendal, Gottfried (1804–1879), deutscher Jurist und Politiker
- Schlegtendal, Hermann (1887–1957), deutscher Jurist und Politiker
- Schlegtendal, Wilhelm (1906–1994), deutscher Architekt

### Schleh
- Schlehahn, Albin (1870–1939), deutscher Landschafts- und Blumenmaler
- Schleheck, Regina (* 1959), deutsche Schriftstellerin
- Schlehendorn, Hans Georg (1616–1672), Bildschnitzer und Bildhauer
- Schlehner, Rudolf (1856–1902), württembergischer Oberamtmann
- Schlehofer, Franz (1915–2006), deutscher Verwaltungsjurist und Politiker (CVP)
- Schlehofer, Horst (* 1955), deutscher Jurist und Professor an der Heinrich-Heine-Universität Düsseldorf

### Schlei
- Schlei, Ansgar (* 1978), deutscher Kirchenmusiker
- Schlei, Marie (1919–1983), deutsche Politikerin (SPD), MdB
- Schleibner, Kaspar (1863–1931), deutscher Kirchenmaler
- Schleich, Adrian (1812–1894), deutscher Kupfer- und Stahlstecher
- Schleich, Anne-Marie (* 1951), deutsche Diplomatin
- Schleich, August (1814–1865), deutscher Tiermaler, Lithograph und Radierer
- Schleich, Carl Ludwig (1859–1922), Arzt und Schriftsteller, Erfinder der Infiltrationsanästhesie
- Schleich, Carl Ludwig (1899–1944), deutscher Politiker (NSDAP), MdR und SA-Führer
- Schleich, Eduard der Ältere (1812–1874), deutscher Maler
- Schleich, Eduard der Jüngere (1853–1893), deutscher Landschaftsmaler
- Schleich, Eduard von (1888–1947), deutscher Generalleutnant, Politiker (NSDAP), MdREduard von Schleich (1888–1947)

Eduard von Schleich (1888–1947)

- Schleich, Erwin (1925–1992), deutscher Architekt, Denkmalpfleger und Architekturhistoriker
- Schleich, Ferdinand von (1766–1833), deutscher Verwaltungsjurist
- Schleich, Franz (* 1956), österreichischer Politiker (SPÖ)
- Schleich, Franz Thomas (* 1948), rumäniendeutscher Schriftsteller und Publizist
- Schleich, Gustav von (1851–1928), deutscher Arzt, Professor der Augenheilkunde und langjähriger Direktor der Tübinger Universitäts-Augenklinik sowie Rektor der Universität Tübingen
- Schleich, Hanne (1916–2000), deutsche Schriftstellerin
- Schleich, Helmut (* 1967), deutscher KabarettistHelmut Schleich (* 1967)

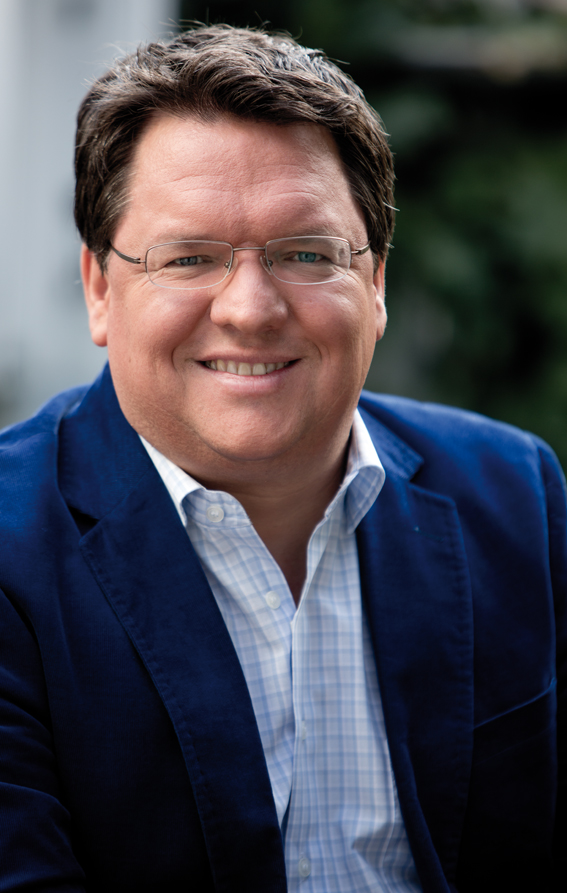
Helmut Schleich (* 1967)

- Schleich, Jean-Baptiste (* 1942), luxemburgischer Bauingenieur
- Schleich, Johann Emanuel († 1729), württembergischer Maler
- Schleich, Johann Gabriel (1710–1743), württembergischer Maler
- Schleich, Johann Jakob (1622–1668), deutscher Benediktiner und Abt
- Schleich, Johann Karl (1759–1842), deutscher Kupferstecher
- Schleich, Josef (1902–1949), österreichischer Fluchthelfer in der NS-Zeit
- Schleich, Karl (1788–1840), deutscher Kupferstecher
- Schleich, Martin (* 1982), deutscher Pokerspieler
- Schleich, Pascal (* 1994), deutscher Politiker (AfD), MdL Hessen
- Schleich, Philipp Franz († 1723), deutscher Orgelbauer
- Schleich, Robert (1845–1934), deutscher Landschaftsmaler
- Schleich, Wolfgang (* 1957), deutscher Physiker
- Schleich, Xaver (1921–2006), deutscher Landwirt und Politiker (CSU)
- Schleicher, Adolf (1887–1982), deutscher Maler und Kunstpädagoge
- Schleicher, Andreas (* 1964), deutscher Statistiker und Bildungsforscher
- Schleicher, Arnulf (1906–1952), deutscher römisch-katholischer Geistlicher, Benediktinermönch, Missionar und Märtyrer
- Schleicher, August (1821–1868), deutscher Sprachwissenschaftler
- Schleicher, Bernd (1947–2023), deutscher Politiker (SPD), MdL
- Schleicher, Bettina (* 1959), deutsche Rechtsanwältin und Frauenrechtlerin
- Schleicher, Carl Wilhelm (1857–1938), deutscher Architekt
- Schleicher, Dierk (* 1965), deutscher Mathematiker
- Schleicher, Eberhard (1926–2007), deutscher Unternehmer
- Schleicher, Elisabeth von (1893–1934), Ehefrau des deutschen Reichskanzlers und Generals Kurt von SchleicherElisabeth von Schleicher (1893–1934)

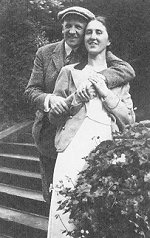
Elisabeth von Schleicher (1893–1934)

- Schleicher, Ferdinand (1900–1957), deutscher Bauingenieur, Hochschullehrer und Fachautor
- Schleicher, Franz Karl (1756–1815), deutscher Geodät, Kriegswissenschaftler und Hochschullehrer
- Schleicher, Friedrich (1796–1839), deutscher Verwalter, Amtsschreiber, Bürgermeister und Politiker
- Schleicher, Georg (1893–1976), deutscher Bildhauer und Musiker
- Schleicher, Gustav (1823–1879), deutsch-amerikanischer Ingenieur, Unternehmer, Rechtsanwalt und Politiker
- Schleicher, Gustav (1887–1973), deutscher Maler und Architekt
- Schleicher, Hans (1910–1973), deutscher Forstwissenschaftler
- Schleicher, Hans-Georg (1943–2024), deutscher Diplomat und Afrika-Historiker
- Schleicher, Harald (* 1951), deutscher Filmemacher, Filmwissenschaftler und Künstler
- Schleicher, Jörgfried (* 1960), deutscher Radrennfahrer
- Schleicher, Josef (1960–2016), russlanddeutscher Journalist
- Schleicher, Karl (1875–1914), deutscher Verwaltungsjurist und Bürgermeister
- Schleicher, Klaus (1935–2011), deutscher Erziehungswissenschaftler
- Schleicher, Kurt von (1882–1934), deutscher Offizier, Reichskanzler der Weimarer Republik (1932–1933)Kurt von Schleicher (1882–1934)

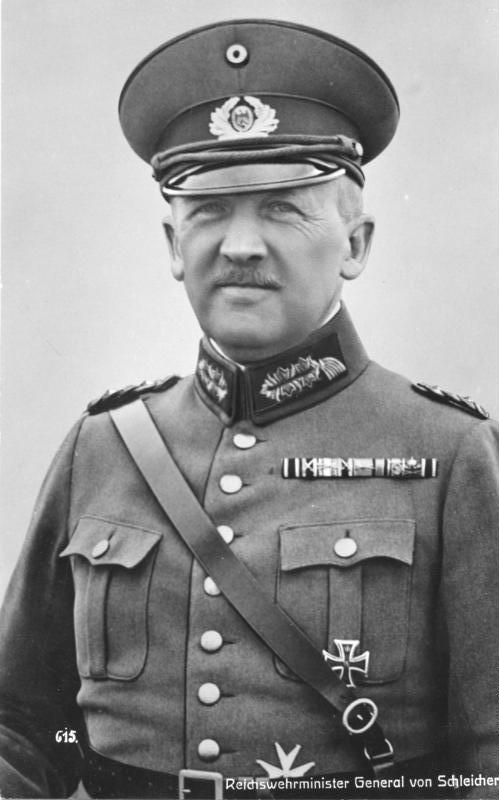
Kurt von Schleicher (1882–1934)

- Schleicher, Lonny von (1919–2014), deutsche Zeitzeugin und Referentin, Stieftochter von Kurt von Schleicher
- Schleicher, Marielies (1901–1996), deutsche Politikerin (CSU), MdL
- Schleicher, Markus (1884–1951), deutscher Gewerkschafter und Politiker (SPD)
- Schleicher, Markus (* 1967), deutscher Radrennfahrer
- Schleicher, Maury (1937–2004), US-amerikanischer American-Football-Spieler
- Schleicher, Nikita Dmitrijewitsch (* 1998), russischer WasserspringerNikita Dmitrijewitsch Schleicher (* 1998)

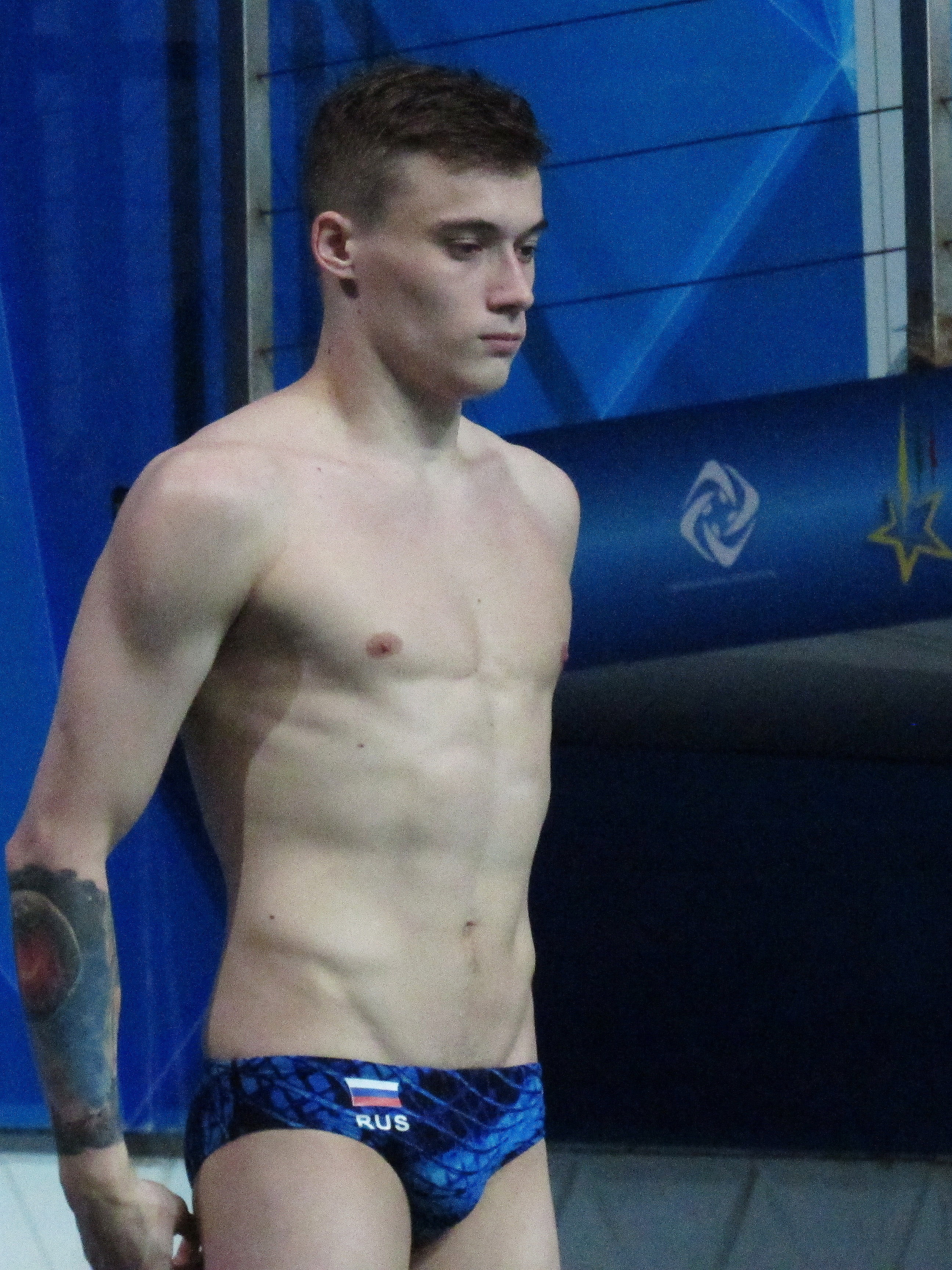
Nikita Dmitrijewitsch Schleicher (* 1998)

- Schleicher, Peter (1945–2015), österreichischer Sänger und Musiker
- Schleicher, Peter (* 1985), deutscher Organist, Kirchenmusiker und Hochschullehrer
- Schleicher, Regina (* 1974), deutsche Radsportlerin
- Schleicher, Rolf (1930–2019), deutscher Oberst der NVA und Chefredakteur der Militärzeitschrift Volksarmee
- Schleicher, Rüdiger (1895–1945), Jurist und Widerstandskämpfer gegen den Nationalsozialismus
- Schleicher, Rudolf (1897–1989), deutscher Ingenieur
- Schleicher, Sibylle (* 1960), österreichische Schauspielerin, Lyrikerin, Schriftstellerin und Sängerin
- Schleicher, Stefan (* 1943), österreichischer Wirtschaftswissenschaftler
- Schleicher, Thomas (1972–2001), österreichischer Judoka
- Schleicher, Tim (* 1988), deutscher Ringer
- Schleicher, Ursula (* 1933), deutsche Politikerin (CSU), MdB, MdEP
- Schleicher, Wilhelm (1810–1890), deutscher Beamter und Landtagsabgeordneter im Fürstentum Waldeck
- Schleicher, Wilhelm (1811–1873), deutscher Bürgermeister und Mitglied des kurhessischen Landtags
- Schleicher, Wilhelm (1925–1985), deutscher Bibliothekar
- Schleicher-Rothmund, Barbara (* 1959), deutsche Politikerin (SPD), MdL
- Schleichert, Hubert (1935–2020), österreichischer Philosoph
- Schleichert, Silke (* 1970), deutsche Basketballspielerin
- Schleid, Thomas (* 1957), deutscher Chemiker
- Schleiden, Elise (1785–1874), deutsche Malerin
- Schleiden, Karl August (1928–2009), deutscher Landeshistoriker, Kunstsammler, Privatgelehrter, Verleger und Autor
- Schleiden, Karl Heinrich (1809–1890), Hamburger Theologe, Schulgründer und Politiker, MdHB
- Schleiden, Ludwig (1802–1862), deutscher Porträt- und Historien- und Landschaftsmaler
- Schleiden, Matthias Jacob (1804–1881), deutscher Botaniker und Mitbegründer der ZelltheorieMatthias Jacob Schleiden (1804–1881)

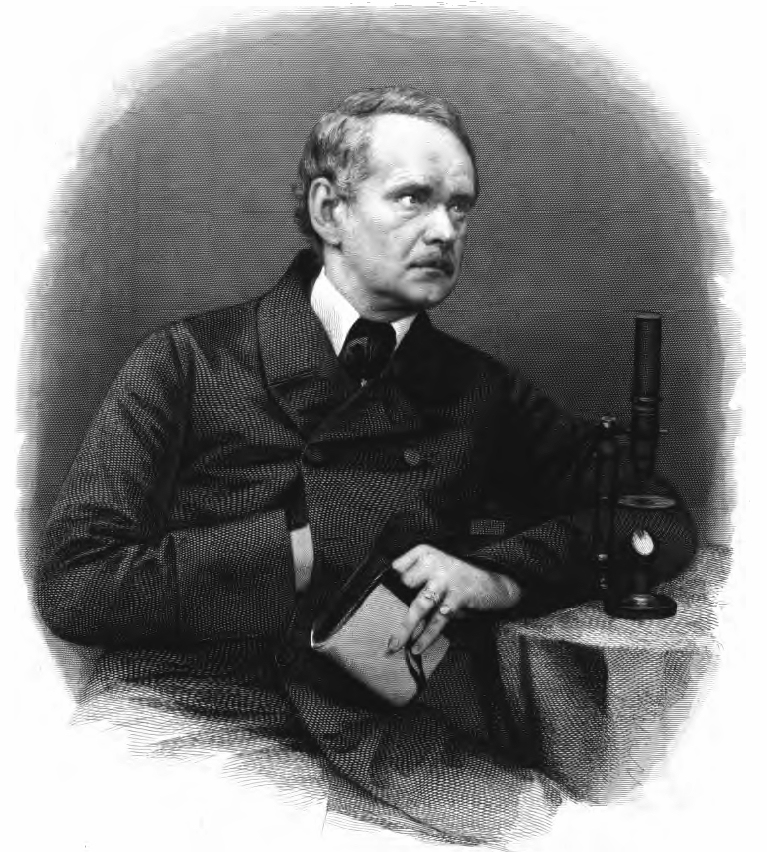
Matthias Jacob Schleiden (1804–1881)

- Schleiden, Rudolf (1815–1895), deutscher Beamter, Diplomat und Politiker (LRP), MdR
- Schleidgen, Sebastian (* 1980), deutscher Philosoph
- Schleidgen, Wolf-Rüdiger (* 1948), deutscher Historiker und Archivar
- Schleidt, Franz Anton (* 1832), Bürgermeister und Mitglied des nassauischen Landtags
- Schleidt, Margret (1928–2012), deutsche Humanethologin
- Schleidt, Wolfgang (* 1927), österreichischer Zoologe und Verhaltensforscher
- Schleier, Erich (1934–2023), deutscher Kunsthistoriker, Autor und Kurator
- Schleier, Hans (1931–2018), deutscher Historiker
- Schleier, Rudolf (1899–1959), deutscher Kaufmann, Diplomat und Nationalsozialist
- Schleier, Uwe (* 1963), deutscher Fußballspieler
- Schleiermacher, Andreas (1787–1858), deutscher Orientalist und Bibliothekar
- Schleiermacher, Anna Maria (1786–1869), deutsche Ehefrau des Dichters Ernst Moritz Arndt
- Schleiermacher, Annette (1926–2024), deutsche Schauspielerin
- Schleiermacher, August (1857–1953), deutscher Physiker
- Schleiermacher, Carl (1710–1781), deutscher Arzt
- Schleiermacher, Detten (1927–2004), deutscher Filmemacher, Drehbuchautor, Filmproduzent, Filmarchitekt und Designer
- Schleiermacher, Ernst (1755–1844), deutscher Naturwissenschaftler und Museumsleiter
- Schleiermacher, Friedrich (1768–1834), deutscher protestantischer Theologe, Philosoph und PädagogeFriedrich Schleiermacher (1768–1834)

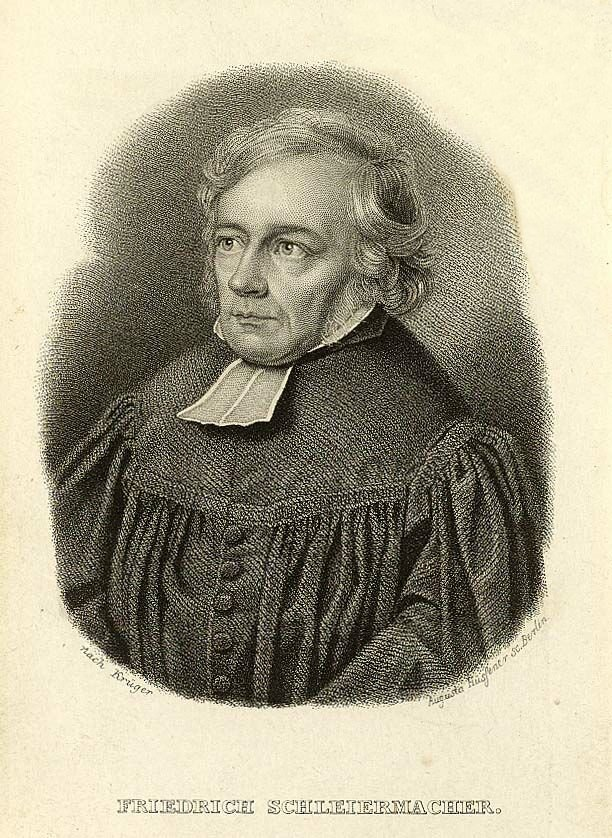
Friedrich Schleiermacher (1768–1834)

- Schleiermacher, Heinrich August (1816–1892), hessischer Finanzminister
- Schleiermacher, Henriette (1788–1840), deutsche Sängerin (Sopran)
- Schleiermacher, Johannes (* 1984), deutscher Jazzmusiker (Tenorsaxophon)
- Schleiermacher, Ludwig (1785–1844), deutscher Physiker und Oberbaudirektor
- Schleiermacher, Ruth (* 1949), deutsche Eisschnellläuferin
- Schleiermacher, Steffen (* 1960), deutscher Komponist, Pianist und DirigentSteffen Schleiermacher (* 1960)

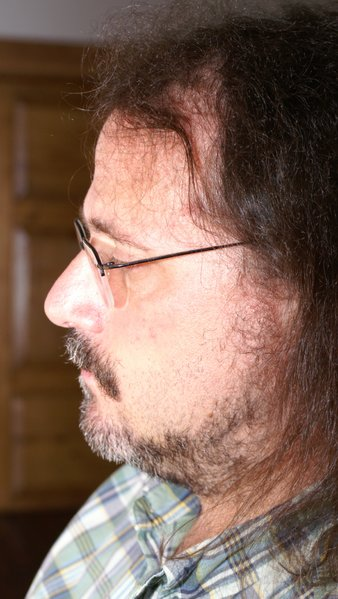
Steffen Schleiermacher (* 1960)

- Schleiermacher, Wilhelm (1904–1977), deutscher Altphilologe, Provinzialrömischer Archäologe und Zweiter Direktor der Römisch-Germanischen Kommission
- Schleif, Georg (1822–1864), deutscher Gutsbesitzer und Politiker, MdL
- Schleif, Hans (1902–1945), deutscher Architekt, Bauforscher, Archäologe und SS-Standartenführer
- Schleif, Heinz (* 1926), deutscher Fußballspieler
- Schleif, Paul (* 1889), deutscher Ingenieur und Hochschullehrer
- Schleif, Thorsten (* 1980), deutscher Amtsrichter und Sachbuchautor
- Schleif, Wolfgang (1912–1984), deutscher Filmeditor, Filmregisseur und Drehbuchautor
- Schleifenbaum, Eckhard (1939–1981), deutscher Politiker (FDP), MdL, MdB
- Schleifer, Carl Hermann (* 1942), deutscher Jurist, Verwaltungsbeamter und Manager
- Schleifer, Erwin (1911–1941), österreichisches Opfer der Shoa
- Schleifer, Fanny (* 1881), österreichisches Opfer der Shoa
- Schleifer, Fritz (1903–1977), deutscher Graphiker und Architekt am Bauhaus in Weimar
- Schleifer, Georg (1855–1913), ukrainischer Architekt
- Schleifer, Karl-Heinz (* 1939), deutscher Mikrobiologe
- Schleifer, Leopold Mathias (1771–1842), österreichischer Lyriker und Staatsbeamter
- Schleifer, Ludwig (1931–2000), deutscher Politiker (SPD), MdL
- Schleifer, Paul (1814–1879), ukrainischer Künstler und Architekt
- Schleifer, Suleiman Abdallah (1935–2025), US-amerikanischer Dichter, Journalist und Hochschullehrer
- Schleiff, Arnold (* 1911), deutscher Theologe und Hochschullehrer
- Schleiff, Enrico (* 1971), deutscher Biophysiker und Hochschullehrer
- Schleiff, Henning (* 1937), deutscher Ingenieurökonom und Politiker (SED), Oberbürgermeister von Rostock
- Schleiff, Klaus (1939–2022), deutscher Schauspieler, Regisseur und Hörspielsprecher
- Schleiff, Peter (1910–2011), deutscher Dermatologe und Venerologe
- Schleiff, Tanja (* 1973), deutsche Schauspielerin
- Schleifras, Adalbert von (1650–1714), Fürstabt von Fulda
- Schleifstein, Josef (1915–1992), deutscher marxistischer Philosoph und Politiker (DKP), MdV (Kulturbund)
- Schleim, Stephan (* 1980), deutscher Philosoph
- Schleime, Cornelia (* 1953), deutsche Performancekünstlerin und Malerin
- Schleime, Moritz (* 1978), deutscher Maler
- Schleimer, Alexis (1867–1920), Zeitschriftenherausgeber
- Schleimer, Hans (1878–1931), österreichischer Bibliothekar
- Schleimer, Joseph (1909–1988), kanadischer Ringer
- Schleimer, Lukas (* 1999), deutscher Fußballspieler
- Schleimer, Otto (1876–1957), deutscher Unternehmer
- Schleimer, Peter (* 1962), österreichischer Journalist und Chefredakteur
- Schlein, Benjamin (* 1975), italienisch-US-amerikanischer Mathematiker
- Schlein, Elly (* 1985), italienische PolitikerinElly Schlein (* 1985)

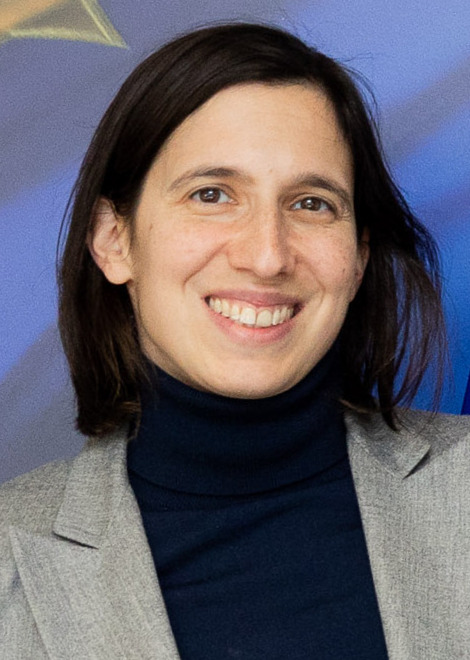
Elly Schlein (* 1985)

- Schlein, Mordechai (1930–1944), jüdischer Widerstandskämpfer
- Schlein, Otto Josef (1895–1944), deutscher Arzt und Kommunist jüdischen Glaubens
- Schleinert, Dirk (* 1966), deutscher Historiker und Archivar
- Schleining, Zoya (* 1961), deutsche Schachspielerin ukrainischer Herkunft
- Schleinitz, Abraham von (1556–1621), deutscher Domherr und Rittergutsbesitzer
- Schleinitz, Adalbert von (1822–1896), preußischer Generalleutnant
- Schleinitz, Alexander von (1807–1885), preußischer Staatsminister, Minister des Auswärtigen (1858–1861), seit Ende 1861 Minister des königlichen HausesAlexander von Schleinitz (1807–1885)

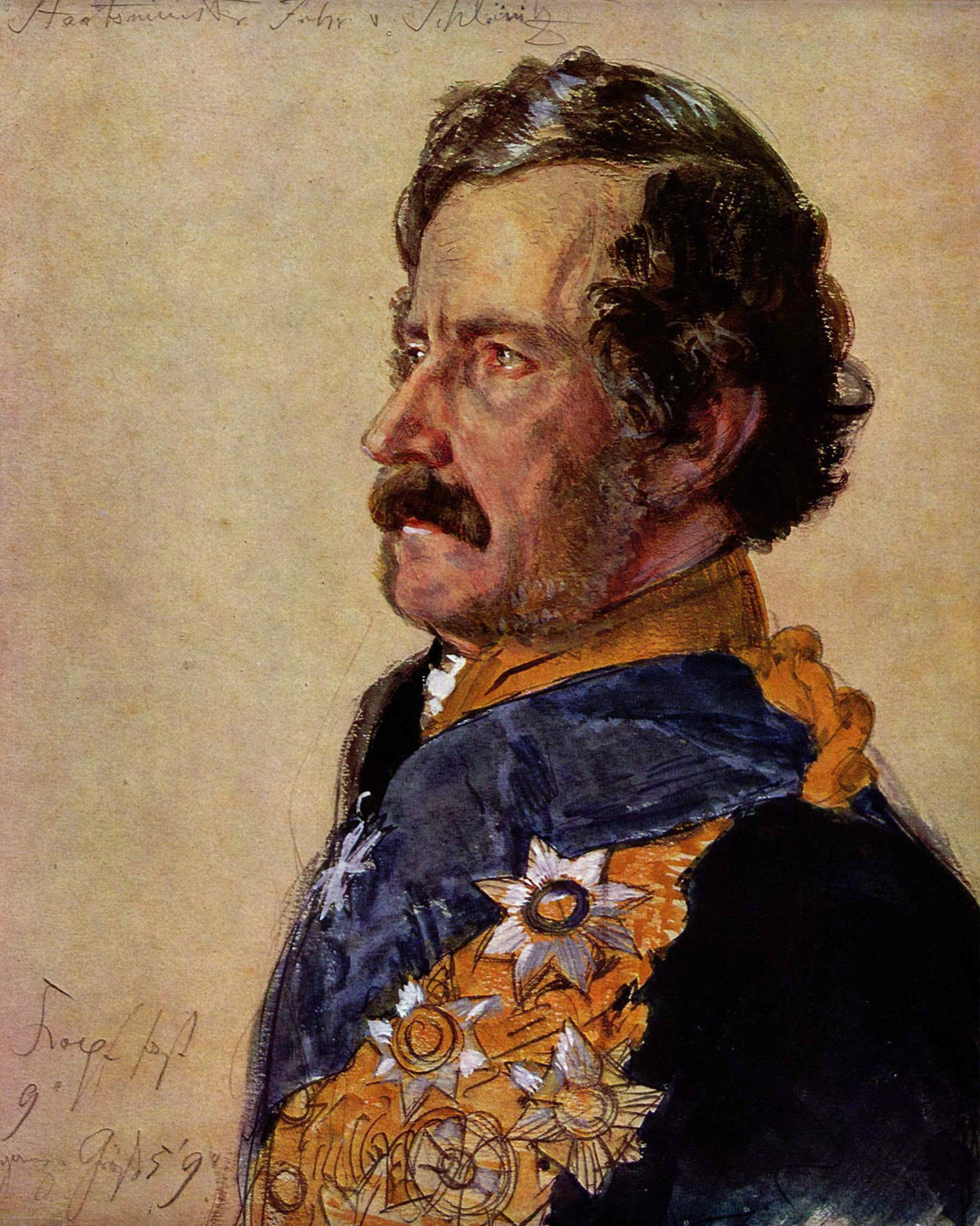
Alexander von Schleinitz (1807–1885)

- Schleinitz, Alexandra von (1842–1901), deutsche Schriftstellerin
- Schleinitz, Andreas Dietrich von (1738–1808), preußischer Generalmajor, Chef des Kürassierregiments Nr. 2
- Schleinitz, Egon (1912–2005), deutscher Schriftsteller
- Schleinitz, Emil von (1800–1885), preußischer Generalmajor
- Schleinitz, Ernst von (1482–1548), Dompropst und Administrator
- Schleinitz, Georg von (1834–1910), deutscher Vizeadmiral
- Schleinitz, Gustav von (1785–1858), preußischer Generalmajor
- Schleinitz, Hans Georg von (1599–1666), deutscher Verwaltungsbeamter und Gelegenheitsdichter
- Schleinitz, Hans-Wolf von (* 1955), deutscher Sportfunktionär
- Schleinitz, Heinrich Conrad (1802–1881), deutscher Jurist und Tenor
- Schleinitz, Hugold von († 1490), sächsischer Beamter
- Schleinitz, Johann Eduard von (1798–1869), preußischer Beamter, Oberpräsident der Provinz Schlesien (1848–1869)
- Schleinitz, Julian von (* 1991), deutscher Rennrodler
- Schleinitz, Julius von (1806–1865), deutscher Verwaltungsjurist, preußischer Beamter und Abgeordneter
- Schleinitz, Karl Heinz (1921–2019), deutscher Schriftsteller
- Schleinitz, Kilian von (* 1994), deutscher Skeletonpilot
- Schleinitz, Kurt von (1859–1928), preußischer Generalmajor, Kommandeur der Schutztruppe in Deutsch-Ostafrika 1907/14
- Schleinitz, Leo von (1841–1915), preußischer Generalleutnant, Oberhofmarschall des Herzogs von Sachsen-Meiningen
- Schleinitz, Ludwig von (1763–1825), preußischer Landrat
- Schleinitz, Marie von (1842–1912), Berliner SalonnièreMarie von Schleinitz (1842–1912)

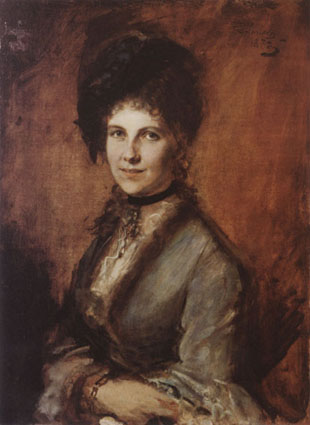
Marie von Schleinitz (1842–1912)

- Schleinitz, Maximilian Rudolf von (1606–1675), Generalvikar von Prag, Bischof von Leitmeritz
- Schleinitz, Michael von († 1553), kursächsischer Beamter
- Schleinitz, Otto (1886–1951), deutscher Politiker (SPD), MdL
- Schleinitz, Richard (1861–1916), deutscher Architekt und Hochschullehrer
- Schleinitz, Vinzenz von († 1535), Bischof von Merseburg
- Schleinitz, Walter von (1872–1950), deutscher General der Infanterie
- Schleinitz, Werner von (1842–1905), deutscher Landrat und Politiker, MdR
- Schleinitz, Wilhelm Karl Ferdinand von (1756–1837), deutscher Politiker
- Schleinitz, Wilhelm von (1794–1856), deutscher Politiker, Minister im Herzogtum Braunschweig
- Schleinitz, Wolfgang von († 1523), Rat des Herzogs Georg von Sachsen
- Schleinkofer, Eduard (1926–2013), deutscher Kaufmann, Gewerkschafter und Senator (Bayern)
- Schleinkofer, Josef (1910–1984), deutscher Boxer
- Schleinkofer, Karl (* 1951), deutscher Zeichner und Hochschullehrer
- Schleinzer, Friedrich (* 1948), österreichischer Pastoraltheologe
- Schleinzer, Karl (1924–1975), österreichischer Politiker (ÖVP), Landtagsabgeordneter, Abgeordneter zum Nationalrat sowie Verteidigungs- und Landwirtschaftsminister
- Schleinzer, Markus (* 1971), österreichischer Schauspieler, Casting-Direktor und RegisseurMarkus Schleinzer (* 1971)

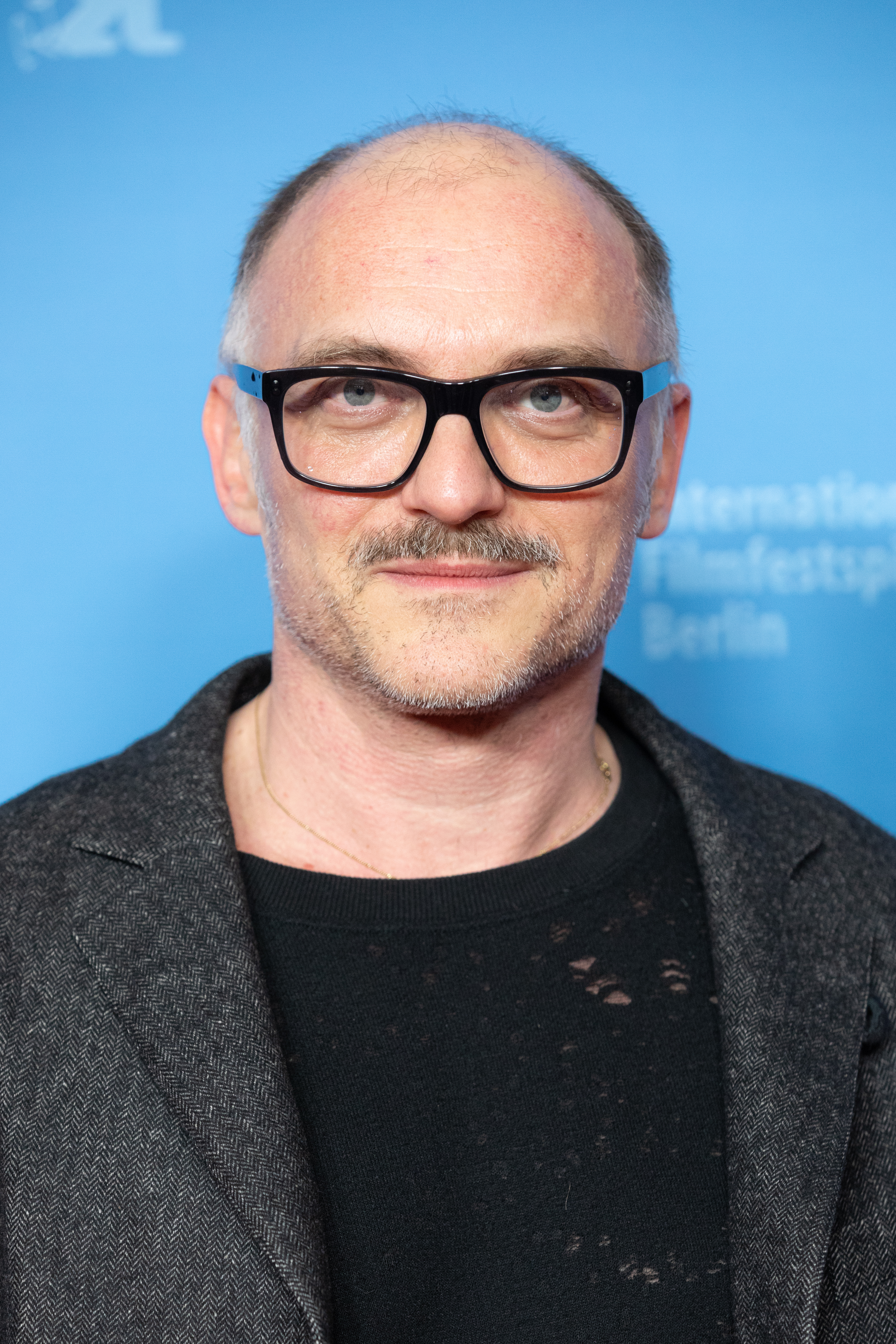
Markus Schleinzer (* 1971)

- Schleip, Dieter (* 1962), deutscher Musiker und Filmkomponist
- Schleip, Johann Christian (1786–1848), deutscher Klavierbauer
- Schleip, Robert (* 1954), deutscher Humanbiologe, Certified Rolfer und Sachbuchautor
- Schleip, Waldemar (1879–1948), deutscher Zoologe und Hochschullehrer
- Schleis, Manuel (* 1979), deutscher Musikproduzent
- Schleisiek, Robert (* 1965), deutscher (Jazz-)Pianist
- Schleisner, Christian Andreas (1810–1882), dänischer Maler
- Schleisner, Max (1885–1943), deutscher Rechtsanwalt und Notar, Offizier und Opfer des Holocaust
- Schleisner, Peter Anton (1818–1900), dänischer Arzt und Epidemiologe
- Schleiss David, Ingeborg (1899–1984), dänische Theaterschauspielerin
- Schleiß, Bernhard Joseph (1731–1800), kurpfälzischer Arzt und Freimaurer
- Schleiss, Stephan (* 1972), Schweizer Politiker (SVP), Landammann von Zug
- Schleiss-Simandl, Emilie (1880–1962), österreichische Bildhauerin und Keramikerin
- Schleißheimer, Bernhard (1922–2020), deutscher Philosoph und Pädagoge
- Schleiter, Hans (1920–2016), deutscher Tiermediziner und Hochschullehrer
- Schleith, Ernst (1871–1940), deutscher Kunstmaler und Zeichner

### Schlek
- Schleker, Klara (1852–1932), deutsche Frauenrechtlerin
- Schleker, Manfred (1937–2015), deutscher Soziologe
- Schleker, Martin (1935–2022), deutscher Schauspieler, Theaterregisseur und Schriftsteller

### Schlem
- Schlembach, Anton (1932–2020), deutscher Geistlicher, römisch-katholischer Bischof von Speyer, Großprior des Ritterordens vom Heiligen Grab zu JerusalemAnton Schlembach (1932–2020)

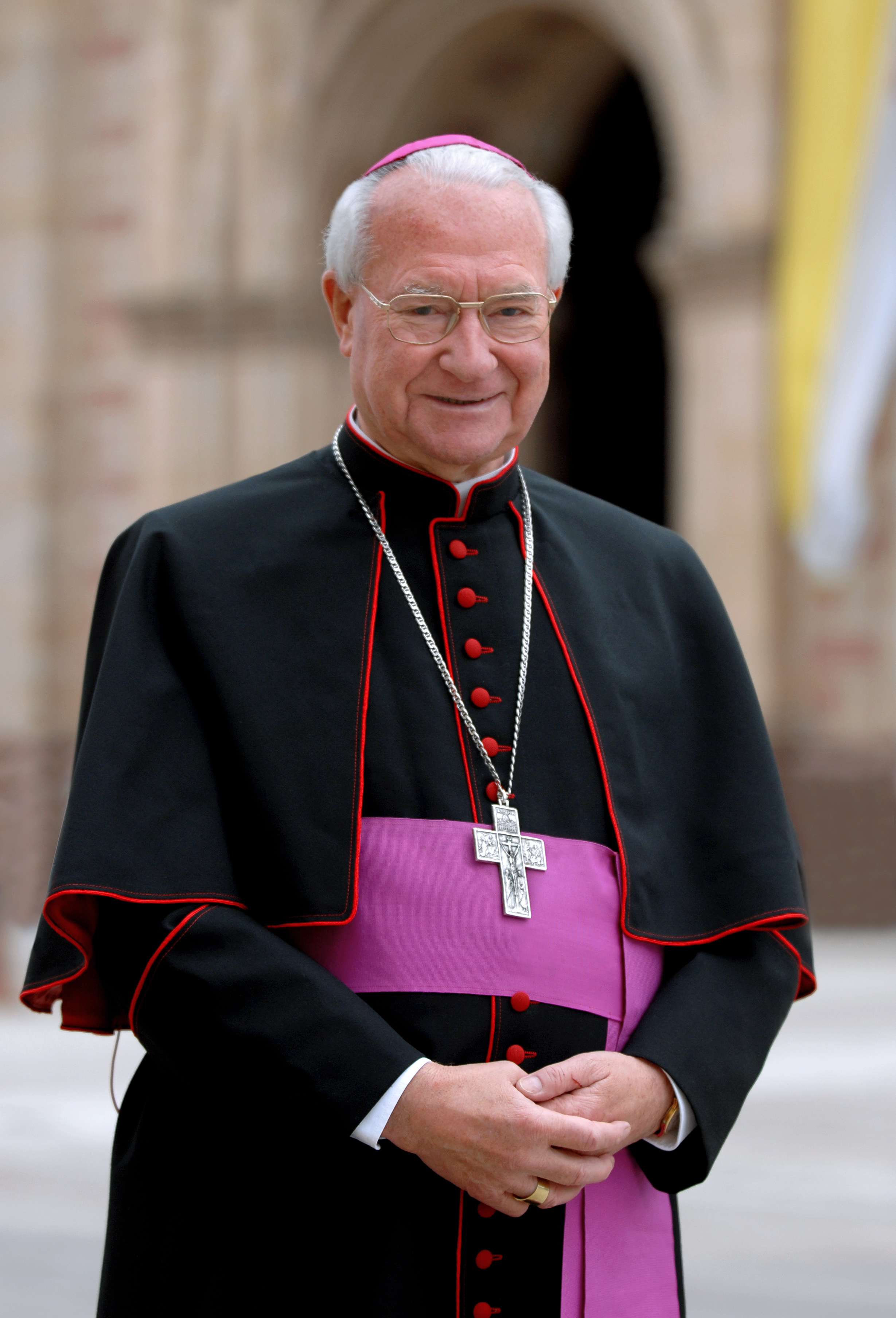
Anton Schlembach (1932–2020)

- Schlembach, Mario (* 1985), österreichischer Schriftsteller, Dramatiker und freischaffender Künstler
- Schlembach, Matthias (* 1901), deutscher Radrennfahrer
- Schlemko, David (* 1987), kanadischer Eishockeyspieler
- Schlemm, Alfred (1894–1986), deutscher General der Fallschirmtruppe im Zweiten WeltkriegAlfred Schlemm (1894–1986)

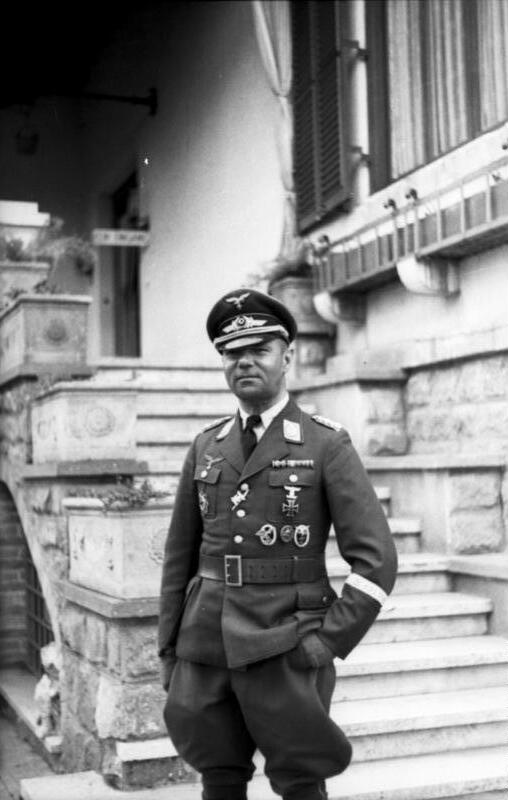
Alfred Schlemm (1894–1986)

- Schlemm, Annette (* 1961), deutsche Philosophin und Autorin
- Schlemm, Anny (* 1929), deutsche Operetten- und Opernsängerin (Sopran)
- Schlemm, Eckart (* 1948), deutscher Politiker (SPD), Staatssekretär in Berlin
- Schlemm, Friedrich (1795–1858), deutscher Arzt und Anatom
- Schlemm, Gustav Adolf (1902–1987), deutscher Komponist und Dirigent
- Schlemm, Heinrich Justus Ludwig (1724–1790), deutscher Jurist und Königlich Großbritannischer und Kurfürstlich Braunschweig-Lüneburgischer Kammermeister
- Schlemm, Horst Dietrich (1919–2011), deutscher lutherischer Geistlicher und Posaunenwart
- Schlemm, Johann Wilhelm († 1788), kurfürstlich braunschweig-lüneburgischer Jurist, Münzwardein, Münzmeister und Direktor der Clausthaler Münzstätte
- Schlemm, Julie (1850–1944), deutsche autodidaktische Archäologin und Volkskundlerin
- Schlemm, Justus (1646–1707), deutscher Verwaltungsbeamter, herzoglich braunschweig-lüneburgischer und kurhannoverscher Amtsmann
- Schlemm, Justus Ludwig (1686–1765), deutscher Verwaltungsbeamter, Fürstlich Schwarzburgischer sowie Königlich Großbritannischer und Kurfürstlich Braunschweig-Lüneburgischer Oberkommissar und Amtmann in Weende
- Schlemme, Friedrich Daniel (* 1967), deutscher Maler und Bildhauer
- Schlemmer, Alexander (1885–1968), deutscher Landrat
- Schlemmer, Andrea (* 1990), deutsche Fußballspielerin
- Schlemmer, Carl (1883–1966), deutscher Dekorationsmaler
- Schlemmer, Caspar (1803–1856), nassauischer Politiker
- Schlemmer, Ernst (1889–1949), General der Deutschen Wehrmacht
- Schlemmer, Ernst (* 1940), österreichischer Basketballtrainer und -spieler
- Schlemmer, Ferdinand (1898–1973), deutscher Chemiker und SS-Hauptsturmführer
- Schlemmer, Ferdinand von (1788–1875), preußischer Generalmajor
- Schlemmer, Franz Xaver (1895–1952), deutscher Politiker (NSDAP), MdR
- Schlemmer, Friedrich (1803–1890), Jurist und Politiker Freie Stadt Frankfurt
- Schlemmer, Gisbert (* 1946), deutscher Gewerkschafter
- Schlemmer, Hans (1885–1958), deutscher Religionspädagoge
- Schlemmer, Hans (1893–1973), deutscher General der Gebirgstruppe im Zweiten WeltkriegHans Schlemmer (1893–1973)

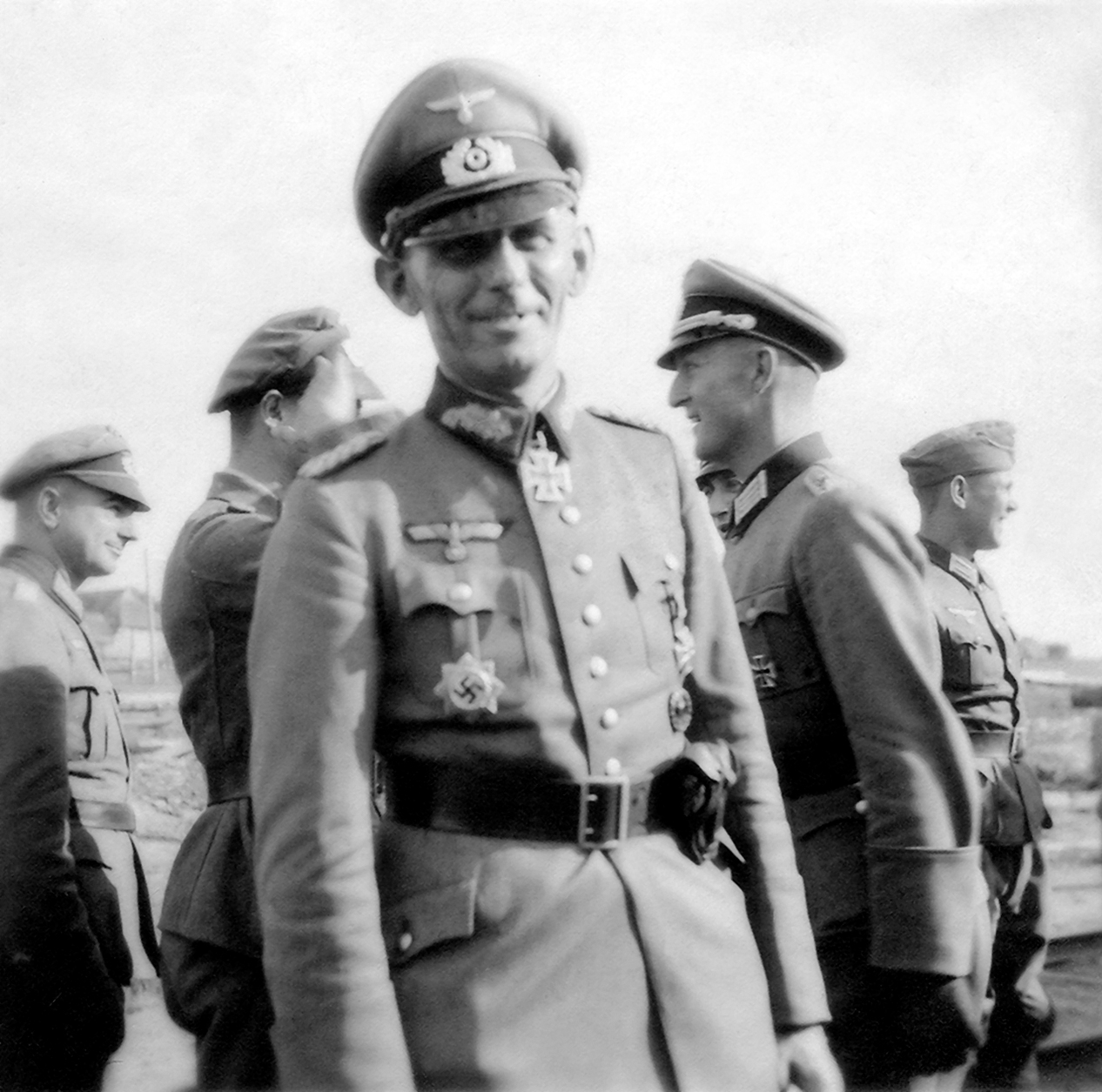
Hans Schlemmer (1893–1973)

- Schlemmer, Heinz-Peter (* 1961), deutscher Mediziner und Hochschullehrer
- Schlemmer, Jacob († 1580), Rektor, Geschichtsschreiber
- Schlemmer, Karin (1921–1981), deutsche Schauspielerin und Hörspielsprecherin
- Schlemmer, Karl (1937–2013), römisch-katholischer Theologe und Emeritus für Liturgiewissenschaft und Pastoraltheologie
- Schlemmer, Kathrin (* 1973), deutsche Musikwissenschaftlerin und Psychologin
- Schlemmer, Laurentius († 1813), deutscher Komponist
- Schlemmer, Ludwig (1895–1967), deutscher Politiker (CDU), MdL
- Schlemmer, Oskar (1888–1943), deutscher Maler, Bildhauer und BühnenbildnerOskar Schlemmer (1888–1943)

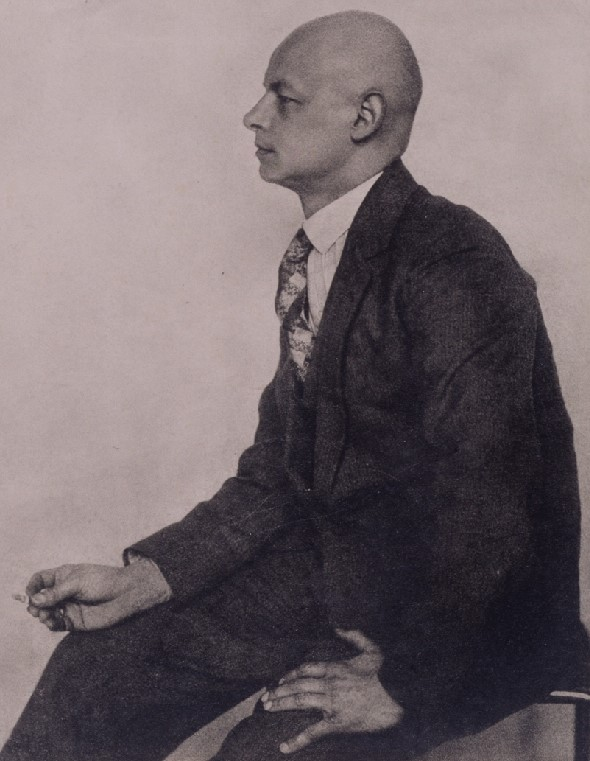
Oskar Schlemmer (1888–1943)

- Schlemmer, Richard (1893–1946), deutscher Schriftsteller
- Schlemmer, Sebastian (* 1978), deutscher Schauspieler
- Schlemmer, Thomas (* 1967), deutscher Historiker
- Schlemminger, Franz (1875–1946), deutscher Politiker (SPD), Landrat des Kreises Niederbarnim
- Schlempp, Hans (1907–1997), deutscher Jurist
- Schlempp, Walter (1905–1979), deutscher Architekt
- Schlemüller, Gustav Adolf von (1797–1863), preußischer Generalleutnant und Generaladjutant des Königs Wilhelm I.
- Schlemüller, Hugo (1872–1918), deutscher Cellist, Komponist, Musikschriftsteller
- Schlemüller, Margarethe (1890–1967), deutsche Opernsängerin (Sopran)

### Schlen
- Schlenck, Hans (1901–1944), deutscher Schauspieler, Theaterregisseur und Theaterintendant
- Schlender, Bodo (1931–1987), deutscher Mathematiker, Informatiker und Hochschullehrer
- Schlender, Katharina (* 1977), deutsche Theaterautorin
- Schlengemann, Hermann, deutscher Fußballspieler
- Schlenger, Herbert (1904–1968), deutscher Geograph, Historiker und Volkskundler
- Schlenger, Jakob (1831–1917), Landtagsabgeordneter Großherzogtum Hessen
- Schlenger, Michael (* 1965), deutscher Schauspieler
- Schlenger-Meilhamer, Claudia (* 1947), deutsche Kabarettistin, Drehbuchautorin und Schauspielerin
- Schlenjow, Nikolai Alexejewitsch (1777–1863), russischer Bergbauingenieur
- Schlenk, Wilhelm (1879–1943), deutscher Chemiker
- Schlenke, Dorothee (* 1961), deutsche evangelische Theologin und Religionspädagogin
- Schlenke, Hubertus (* 1969), deutscher Kunstsachverständiger sowie Vorstandsmitglied der Felix-Nussbaum-Foundation in Osnabrück
- Schlenke, Manfred (1927–1997), deutscher Historiker
- Schlenkenbrock, Walter (1925–2015), deutscher Bankkaufmann und Fußballfunktionär
- Schlenker, Carl Johannes (1861–1936), deutscher Uhrmacher und Unternehmer
- Schlenker, Erich (1904–1961), deutscher Kunsthistoriker, Schriftsteller, Dichter, Redakteur und Fremdenverkehrsdirektor
- Schlenker, Felix (1920–2010), deutscher Maler, Grafiker und Bildobjektmacher
- Schlenker, Gerlinde (* 1946), deutsche Mittelalterhistorikerin
- Schlenker, Lea (* 1992), Schweizer Autorin und Dichterin
- Schlenker, Manfred (1926–2023), deutscher Kirchenmusiker und Komponist
- Schlenker, Manfred (* 1951), deutscher Generalmajor
- Schlenker, Max (1883–1967), deutscher Jurist, Syndikus in der Schwerindustrie des Ruhrgebiets
- Schlenker, Niko (* 1960), deutscher Komponist
- Schlenker, Ramona Alessandra (* 1985), deutsche Schauspielerin, Musicaldarstellerin und Stuntfighterin
- Schlenker, Rolf (* 1954), deutscher TV-Journalist, Filmemacher und Sachbuchautor
- Schlenker, Rudolf (1915–1994), deutscher Manager
- Schlenker, Stephan (* 1944), deutscher Politiker (Bündnis 90/Die Grünen), Mitglied der Bremischen Bürgerschaft
- Schlenker, Vincent (* 1992), deutscher Eishockeyspieler
- Schlenker, Wolfgang (1964–2011), deutscher Autor und Übersetzer von Lyrik
- Schlenkert, Friedrich Christian (1757–1826), deutscher Schriftsteller
- Schlenkrich, Bernd (* 1972), deutscher Theaterautor und Regisseur
- Schlenkrich, Klaus (* 1939), deutscher Wasserballspieler
- Schlennstedt, Jobst (* 1976), deutscher Schriftsteller
- Schlensak, Christian (* 1968), deutscher MedizinerChristian Schlensak (* 1968)

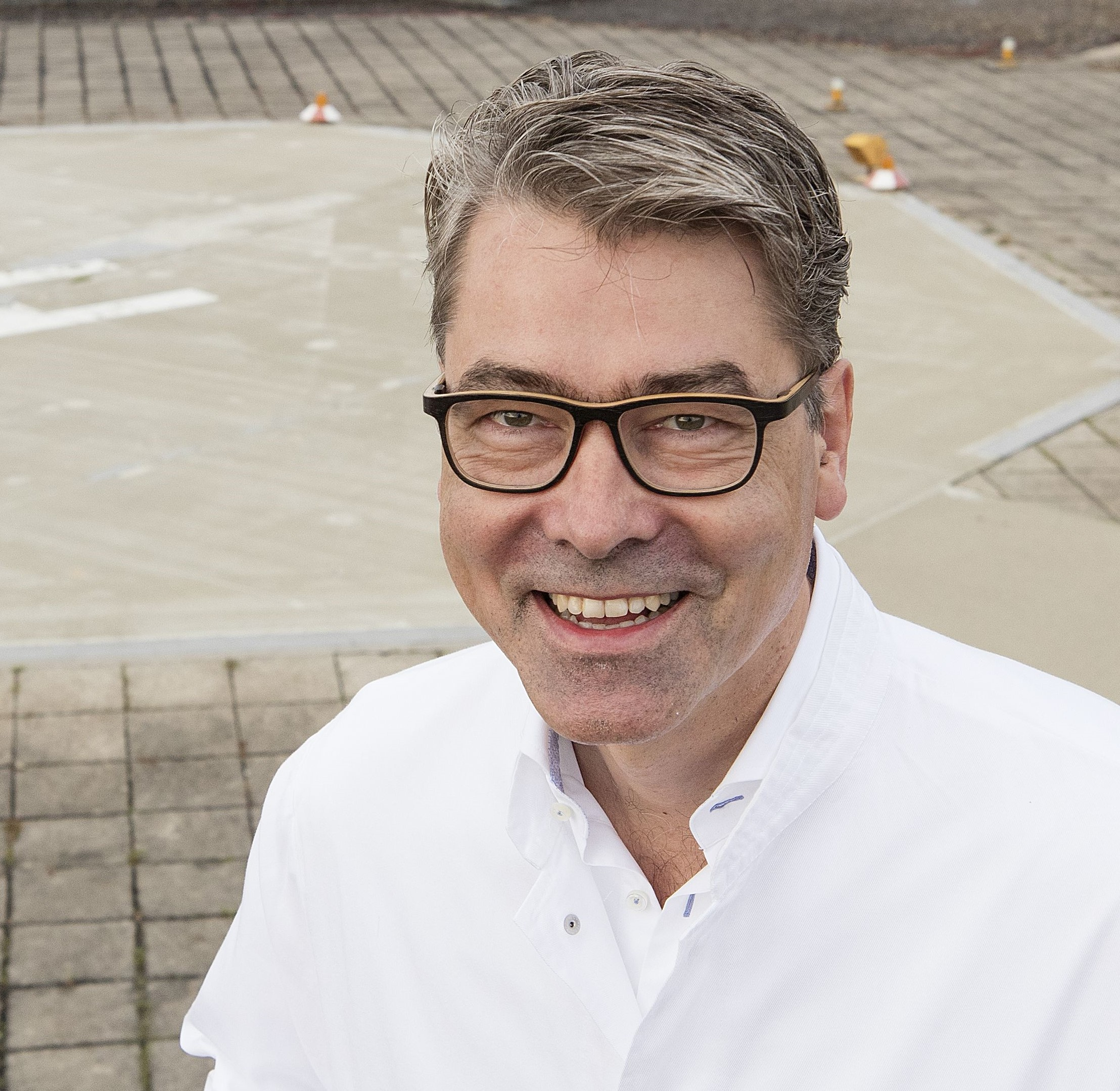
Christian Schlensak (* 1968)

- Schlensker, Ernst (1908–1978), deutscher Beamter und Politiker (SPD), MdL
- Schlensog, Martin (1897–1987), deutscher Komponist und Musikpädagoge
- Schlenstedt, Dieter (1932–2012), deutscher Literaturwissenschaftler
- Schlenstedt, Silvia (1931–2011), deutsche Germanistin und Literaturwissenschaftlerin
- Schlenther, Bernhard (1842–1911), preußischer Landrat des Kreises Meisenheim
- Schlenther, Heinrich (1821–1900), preußischer Jurist und Landrat im Kreis Tilsit (1858–1889)
- Schlenther, Paul (1854–1916), deutscher Theaterkritiker, Schriftsteller und Theaterdirektor
- Schlenther, Ursula (1919–1979), deutsche Ethnologin und Altamerikanistin
- Schlenther, Wilhelm von (1858–1924), preußischer Landrat und Politiker
- Schlenvoigt, Georg (* 1950), deutscher Politiker (SPD), Diplombauingenieur und Regierungsbaumeister, sowie ehemaliger Oberbürgermeister der Großen Kreisstadt Crailsheim
- Schlenz, Kester (* 1958), deutscher Schriftsteller und Autor
- Schlenz, Thomas (* 1957), deutscher Gewerkschafter
- Schlenzig, Eva Marie (* 1908), deutsche Malerin und Grafikerin
- Schlenzig, Renate (* 1944), deutsche Ruderin
- Schlenzig, Susanne (* 1970), deutsche Schauspielerin
- Schlenzka, Otto (1919–2015), deutscher Segler und SegelsportfunktionärOtto Schlenzka (1919–2015)

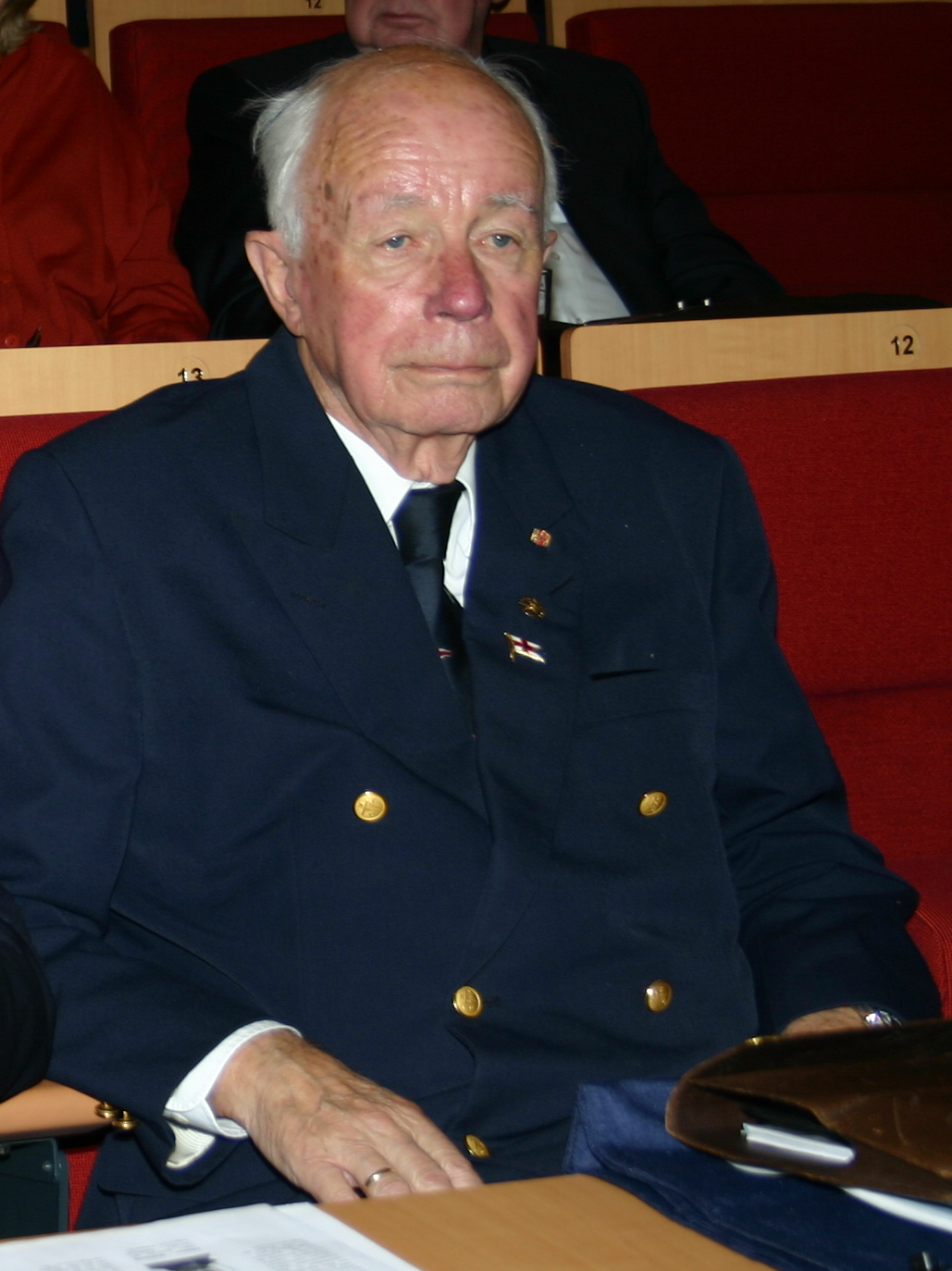
Otto Schlenzka (1919–2015)

### Schlep
- Schleper de Gaxiola, Sarah (* 1979), US-amerikanisch-mexikanische Skirennläuferin
- Schleper, Anne (* 1990), US-amerikanische Eishockeyspielerin
- Schleper, Christa (* 1962), deutsche Mikrobiologin
- Schlephorst, Eberhard (1925–2011), deutscher Verwaltungsjurist und Vorstandsmitglied der Fraunhofer-Gesellschaft
- Schleppegrell, Johann Christiani von (1389–1468), Titularbischof und Weihbischof in mehreren Diözesen
- Schleppel, Lukas († 1519), Titularbischof, Weihbischof in Speyer
- Schlepphorst, Carsten (* 1977), deutscher Rettungssportler
- Schlepphorst, Winfried (1937–2006), deutscher Organist, Musikwissenschaftler und Hochschullehrer
- Schlepps, Holger (* 1972), deutscher Wasserspringer
- Schleps, Karl (1802–1840), österreichischer Architekt
- Schlepütz, Ulrich (* 1966), deutscher Leichtathlet

### Schler
- Schlerath, Bernfried (1924–2003), deutscher Sprachwissenschaftler
- Schlereth, Bernhard (* 1952), deutscher Kommunalpolitiker und Fastnachtsfunktionär
- Schlereth, Eduard von (1815–1891), bayerischer Ministerialrat und Geheimrat
- Schleritzko, Ludwig (* 1978), österreichischer Politiker (ÖVP)
- Schlert, Alfred (* 1961), US-amerikanischer Geistlicher, Bischof von Allentown
- Schlerth, Gerda († 1972), deutsche Tischtennisspielerin

### Schles
- Schlesak, Dieter (1934–2019), deutscher Schriftsteller und Mitglied des deutschen P.E.N.–Zentrums
- Schlese, Joachim (* 1939), deutscher Kulturmanager und Regisseur
- Schleser, Walter Franz (* 1930), deutscher Diplomat
- Schlesier, Erhard (1926–2018), deutscher Ethnologe
- Schlesier, Gustav (1810–1881), deutscher Journalist, Publizist und Schriftsteller
- Schlesier, Renate (* 1947), deutsche Religionswissenschaftlerin
- Schlesier, Willi (* 1921), deutscher Postangestellter und Mitglied der Volkskammer der DDR
- Schlesiger, Imeldina (1903–1943), deutsche römisch-katholische Ordensfrau, Missionsschwester und Märtyrin
- Schlesin, Sonja (1888–1956), südafrikanische Bürgerrechtlerin
- Schlesinger, Adam (1967–2020), US-amerikanischer Musiker, Liedermacher und KomponistAdam Schlesinger (1967–2020)

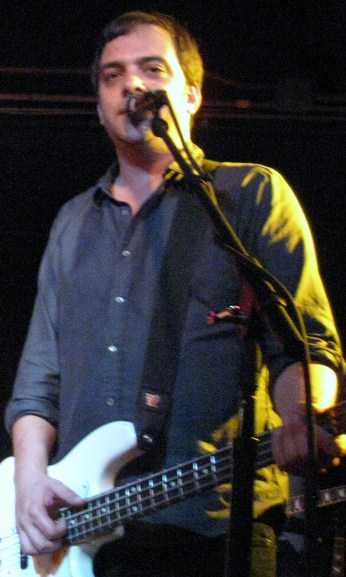
Adam Schlesinger (1967–2020)

- Schlesinger, Adolph Martin (1769–1838), deutscher Musikverleger und Musikalienhändler
- Schlesinger, Alfred Cary (1900–1993), US-amerikanischer Historiker
- Schlesinger, Alice (* 1988), israelisch-britische Judoka und Sambokämpferin
- Schlesinger, Ariel (* 1980), israelischer Künstler
- Schlesinger, Arthur M. (1917–2007), US-amerikanischer Historiker
- Schlesinger, Arthur M., Sr. (1888–1965), US-amerikanischer Historiker
- Schlesinger, Artur (1890–1981), deutscher Politiker der DDR-Blockpartei LDPD, MDV und AutomobilrennfahrerArtur Schlesinger (1890–1981)

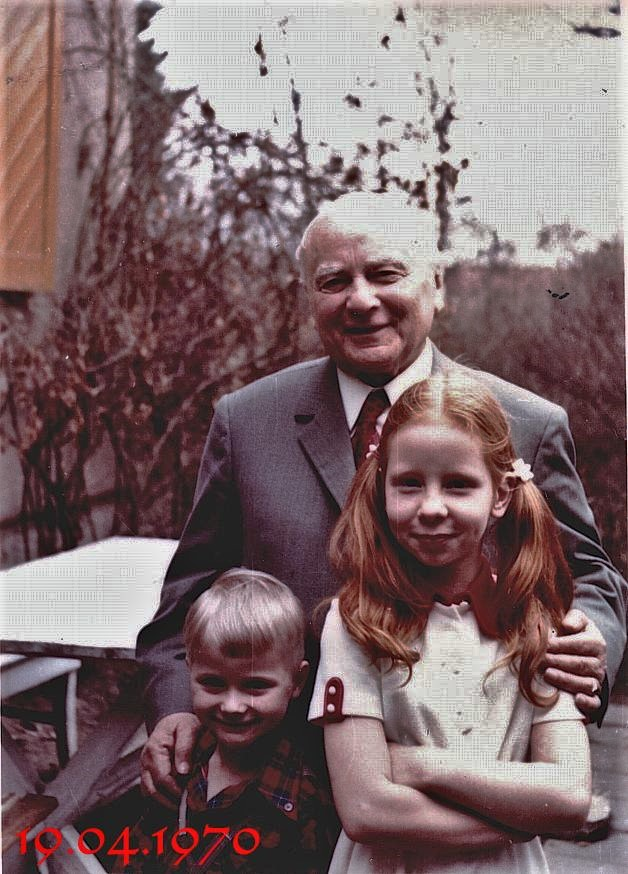
Artur Schlesinger (1890–1981)

- Schlesinger, Bella (* 1898), russisch-israelische Sozialarbeiterin
- Schlesinger, Bernd (* 1959), deutscher Volleyball-Trainer
- Schlesinger, Charlotte (1909–1976), deutsche Komponistin und Hochschullehrerin
- Schlesinger, Edmund (1892–1968), österreichischer Rechtsanwalt, Individualpsychologe, Literaturwissenschaftler, Filmfestivalgründer und Hochschullehrer
- Schlesinger, Eilhard (1909–1968), deutscher Klassischer Philologe
- Schlésinger, Élisa (1810–1888), Gattin des Verlegers Maurice Schlésinger und die große Liebe des Schriftstellers Gustave Flaubert
- Schlesinger, Elizabeth Bancroft (1886–1977), US-amerikanische Historikerin
- Schlesinger, Erich (1880–1956), deutscher Verwaltungsjurist und Professor
- Schlesinger, Ernest C. (1925–2008), deutschamerikanischer Mathematiker
- Schlesinger, Felix (1833–1910), deutscher Maler
- Schlesinger, Frank (1871–1943), US-amerikanischer Astronom
- Schlesinger, Fritz (1896–1986), deutscher Modelleur und Bildhauer
- Schlesinger, Georg (1870–1942), deutscher Kaufmann
- Schlesinger, Georg (1874–1949), deutscher Maschinenbauingenieur und Professor für Maschinenbau
- Schlesinger, Gerd (* 1960), deutscher Buchautor, Glockensachverständiger und Türmer
- Schlesinger, Gil (1931–2024), deutscher Maler und Grafiker
- Schlesinger, Günther (1886–1945), österreichischer Naturwissenschaftler
- Schlesinger, Gustav von (1834–1906), schlesischer Jurist, österreichischer Journalist und böhmischer Großgrundbesitzer
- Schlesinger, Hans (* 1890), österreichischer Architekt
- Schlesinger, Helmut (1924–2024), deutscher Bankier, Präsident der Deutschen Bundesbank
- Schlesinger, Hermann Irving (1882–1960), US-amerikanischer Chemiker auf dem Gebiet der Anorganischen Chemie
- Schlesinger, Ignác (1810–1849), ungarischer Arzt und Politiker
- Schlesinger, Jakob (1792–1855), deutscher Maler und Restaurator
- Schlesinger, James R. (1929–2014), US-amerikanischer PolitikerJames R. Schlesinger (1929–2014)

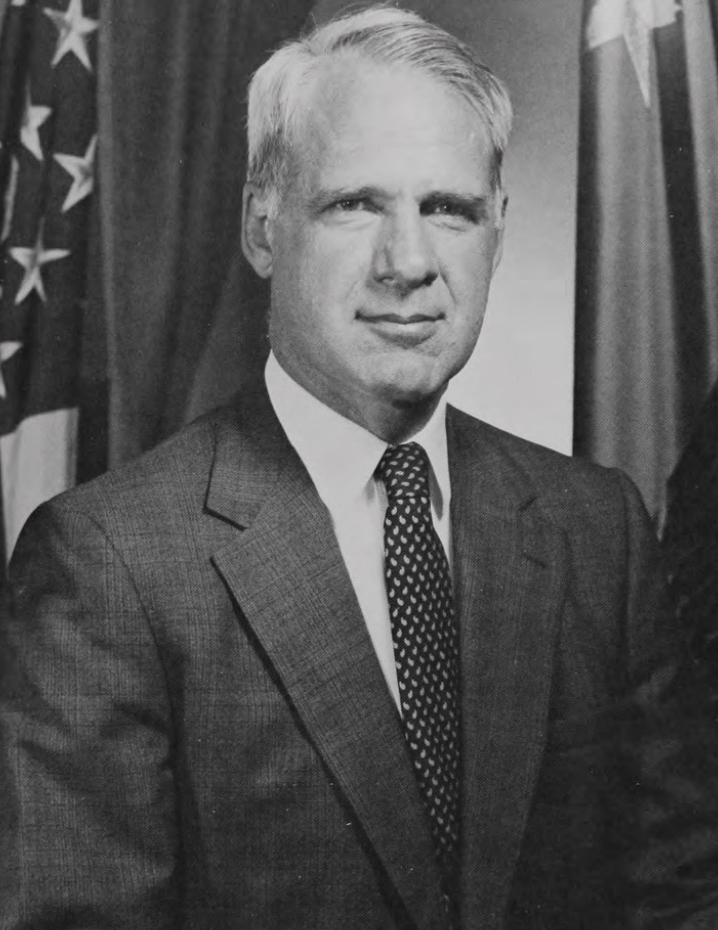
James R. Schlesinger (1929–2014)

- Schlesinger, Joe (1928–2019), österreichischer Journalist, Auslandskorrespondent und Autor
- Schlesinger, Johann (1768–1840), deutscher Maler
- Schlesinger, Johann Adam (1759–1829), deutscher Maler
- Schlesinger, John (1926–2003), britischer Regisseur
- Schlesinger, Josef (1831–1901), österreichischer Geodät, Naturphilosoph und Politiker (CS), Landtagsabgeordneter
- Schlesinger, Karl (1825–1893), schweizerisch-deutscher Genre- und Landschaftsmaler
- Schlesinger, Karl (1889–1938), österreichisch-ungarischer Nationalökonom und Bankier
- Schlesinger, Kathleen (1862–1953), britische Musikarchäologin und Musikinstrumentenhistorikerin
- Schlesinger, Klaus (1937–2001), deutscher Schriftsteller und JournalistKlaus Schlesinger (1937–2001)

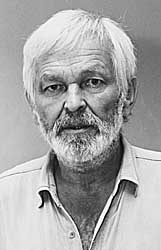
Klaus Schlesinger (1937–2001)

- Schlesinger, Kurt (1902–1964), deutsch-jüdischer Mechaniker und NS-Kollaborateur
- Schlesinger, Leon (1884–1949), US-amerikanischer Filmproduzent
- Schlesinger, Ludwig (1838–1899), böhmischer Historiker und Politiker
- Schlesinger, Ludwig (1864–1933), deutscher Mathematiker
- Schlesinger, Markus (* 1984), österreichischer Musiker
- Schlesinger, Marx († 1754), jüdischer Hoffaktor und Militärlieferant am Wiener Kaiserhof
- Schlesinger, Maurice (1798–1871), deutscher Musikverleger
- Schlesinger, Michael E. (1943–2018), amerikanischer Meteorologe und Professor für Atmosphärenwissenschaften
- Schlesinger, Norbert (1908–1980), österreichischer Architekt und Designer
- Schlesinger, Otto (1884–1940), deutscher Manager
- Schlesinger, Patricia (* 1961), deutsche Journalistin und FernsehmoderatorinPatricia Schlesinger (* 1961)

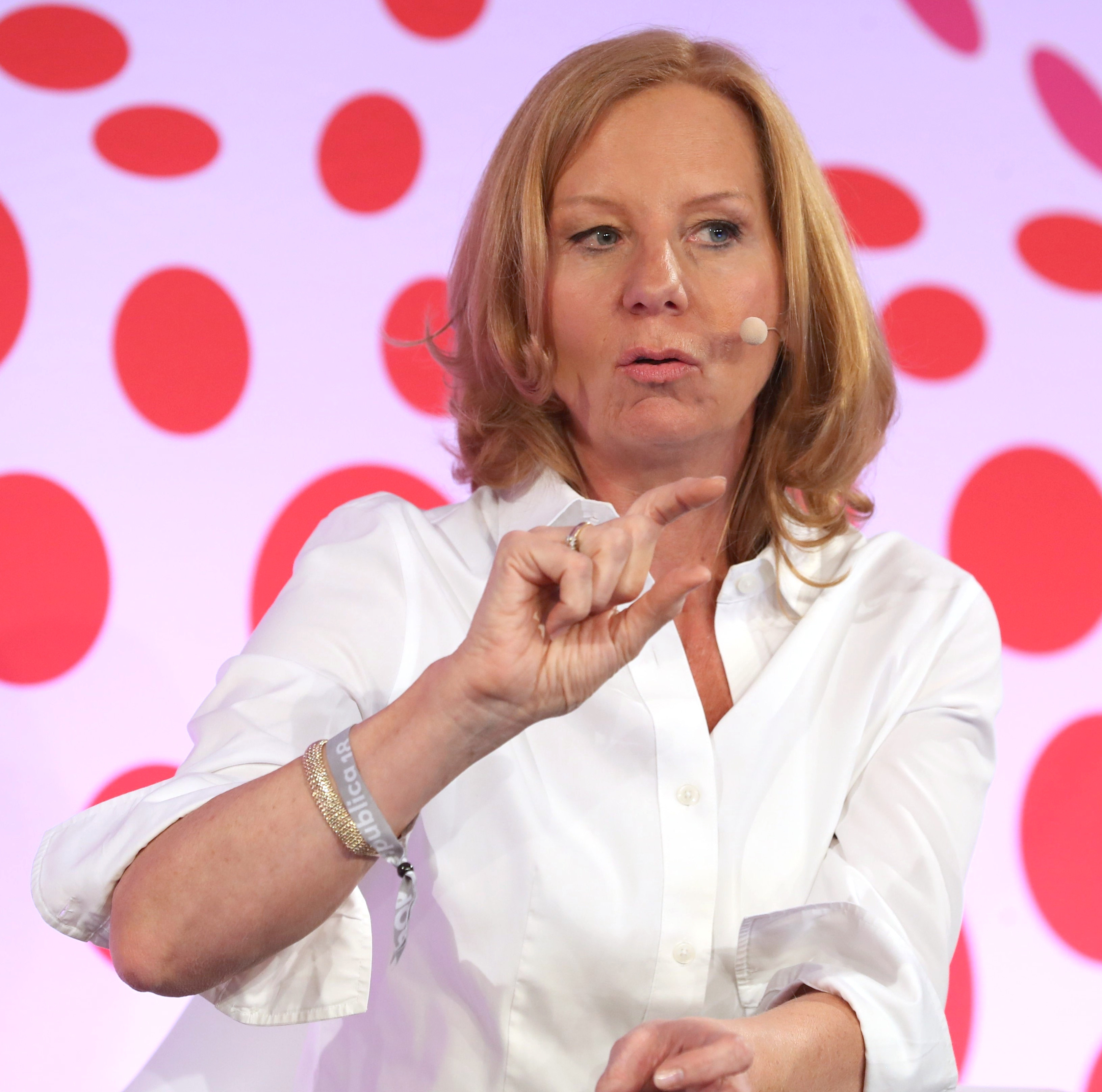
Patricia Schlesinger (* 1961)

- Schlesinger, Paul (1878–1928), deutscher Gerichtsreporter der Weimarer Republik
- Schlesinger, Paul Johannes (1874–1945), österreichischer Politiker (SdP), Landtagsabgeordneter, Abgeordneter zum Nationalrat
- Schlesinger, Peter (1934–2009), deutscher Schauspieler
- Schlesinger, Peter (1937–2014), deutscher Fußballspieler
- Schlesinger, Peter (* 1948), US-amerikanischer Maler, Bildhauer und Fotograf
- Schlesinger, Richard (* 1900), australischer Tennisspieler
- Schlesinger, Roswitha (* 1951), deutsche Politikerin (PDS), MdL
- Schlesinger, Rudolf (1831–1912), deutscher Jurist
- Schlesinger, Rudolf (1901–1969), österreichischer Soziologe
- Schlesinger, Rudolf B. (1909–1996), US-amerikanischer Rechtswissenschaftler und Hochschullehrer
- Schlesinger, Stefanie (* 1977), deutsche Jazzsängerin und Songwriterin
- Schlesinger, Therese (1863–1940), österreichische Publizistin, Politikerin (SDAP) und Frauenrechtlerin, Abgeordnete zum Nationalrat, Mitglied des Bundesrates
- Schlesinger, Walter (1908–1984), deutscher Historiker
- Schlesinger, Wilhelm (1839–1896), österreichischer Mediziner und Schriftsteller
- Schlesinger, Wilhelm Heinrich (1814–1893), deutsch-französischer Porträt- und Genremaler
- Schleske, Martin (* 1965), deutscher Geigenbauer und geistlicher Schriftsteller
- Schlesser, Émile V. (* 1986), luxemburgischer Filmregisseur, Drehbuchautor, Komponist und Multimediakünstler
- Schlesser, Jean-Louis (* 1948), französischer AutomobilrennfahrerJean-Louis Schlesser (* 1948)

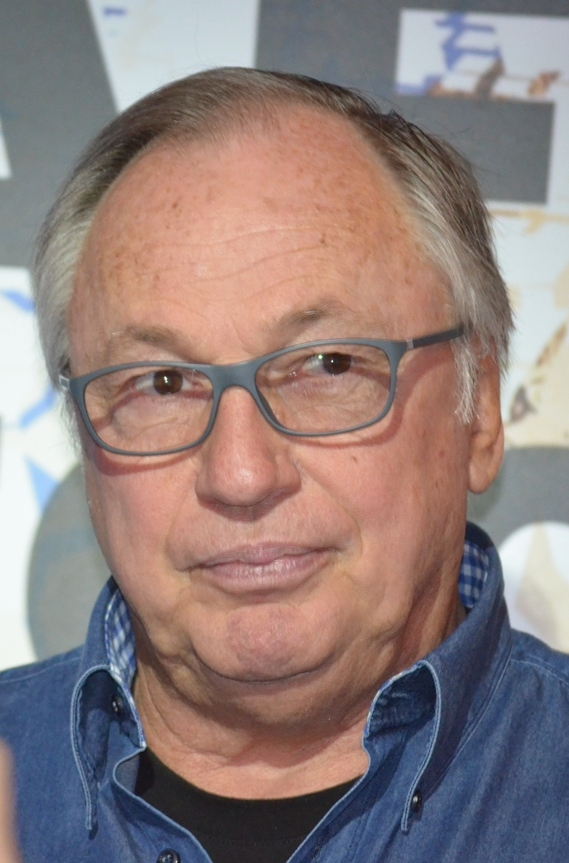
Jean-Louis Schlesser (* 1948)

- Schlesser, Jo (1928–1968), französischer Formel-1-Rennfahrer
- Schlesser, Thomas (* 1977), französischer Kunsthistoriker, Schriftsteller und Direktor
- Schlesser, Tommy (* 1989), luxemburgischer Schauspieler, Comedian und Model
- Schlessinger, Joseph (* 1945), israelisch-amerikanischer Pharmakologe
- Schlessinger, Laura (* 1947), US-amerikanische Radiomoderatorin und Autorin
- Schleßmann, Fritz (1900–1964), deutscher Politiker (NSDAP), MdR, MdL, Polizeipräsident und SS-Führer
- Schleswig-Holstein, Friedrich VIII. von (1829–1880), Herzog von Schleswig-Holstein
- Schleswig-Holstein, Friedrich zu (1891–1965), deutscher Offizier und Grundbesitzer
- Schleswig-Holstein, Ingeborg zu (* 1956), deutsche Malerin
- Schleswig-Holstein-Gottorf, Augusta Maria von (1649–1728), deutsche Adelige
- Schleswig-Holstein-Gottorf, Christine von (1573–1625), schwedische Königin
- Schleswig-Holstein-Gottorf, Hedwig Eleonora von (1636–1715), schwedische Königin
- Schleswig-Holstein-Gottorf, Johann Friedrich von (1579–1634), Erzbischof von Bremen, Fürstbischof von Lübeck und Bischof von Verden
- Schleswig-Holstein-Gottorf, Magdalena Sibylla von (1631–1719), Herzogin von Mecklenburg-Güstrow

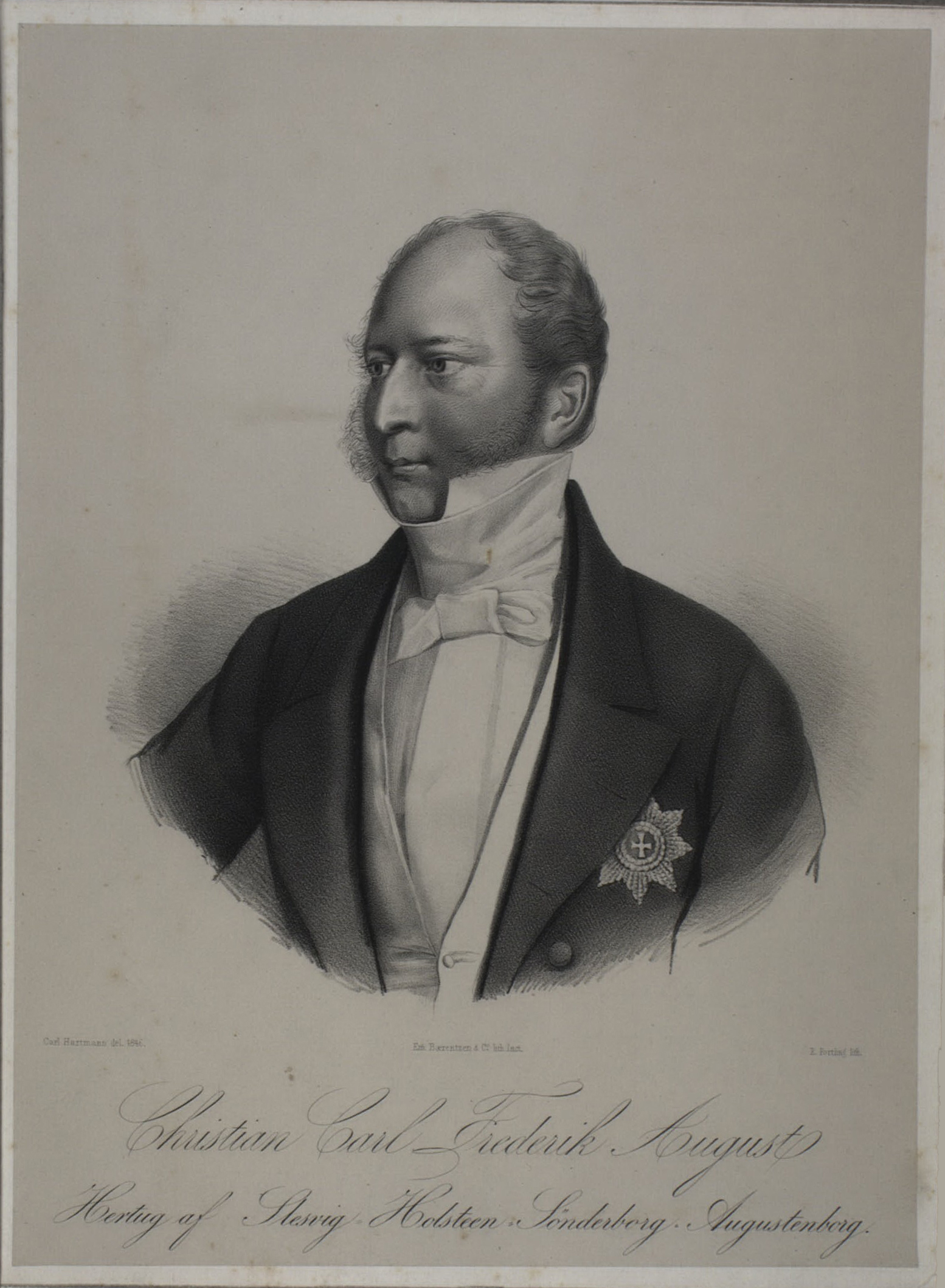
Christian August von Schleswig-Holstein-Sonderburg-Augustenburg (1798–1869)

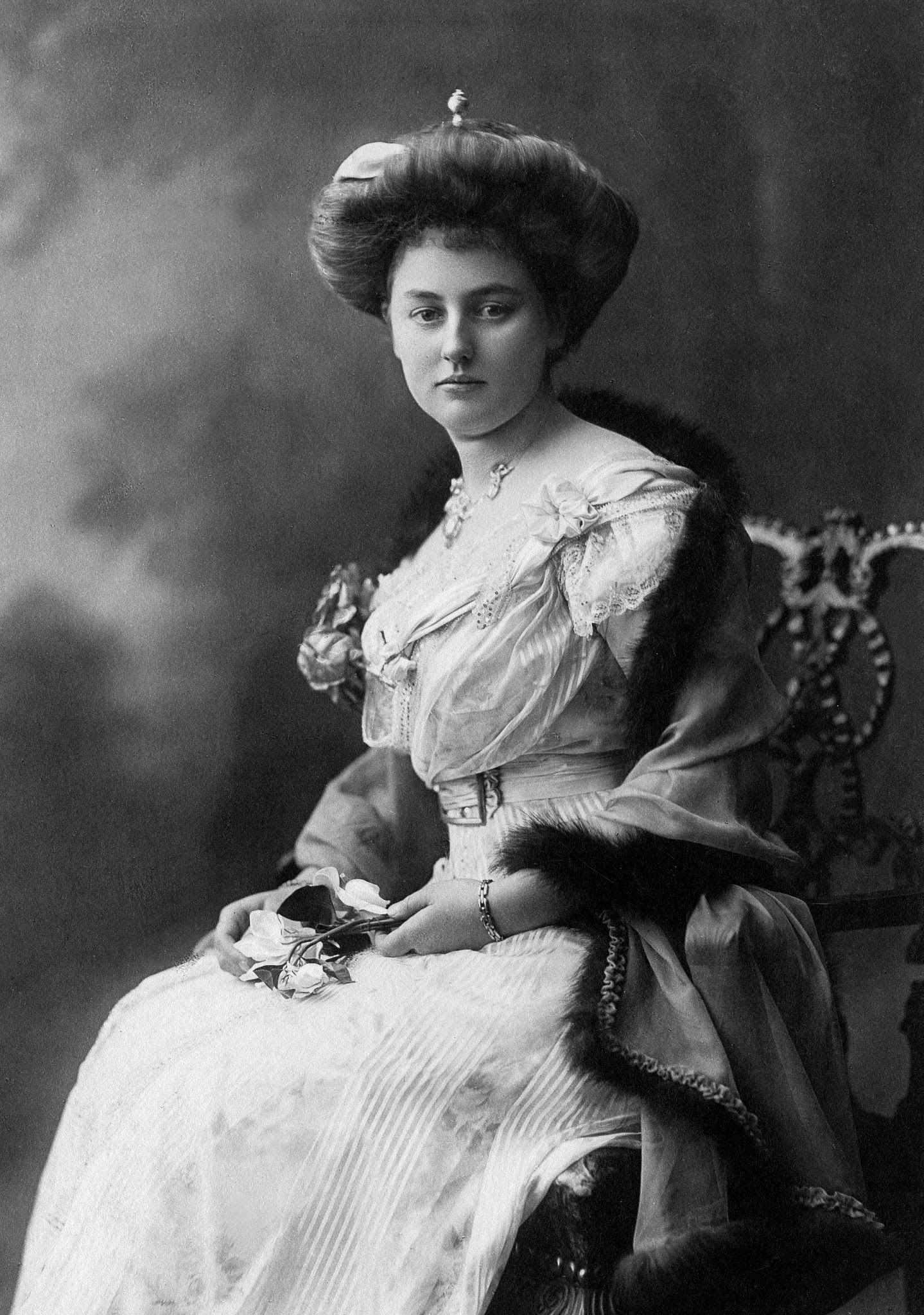
Alexandra Viktoria von Schleswig-Holstein-Sonderburg-Glücksburg (1887–1957)

- Schleswig-Holstein-Sonderburg, Albrecht von (1585–1613), Gesellschafter des sächsischen Kurfürsten und dessen Brüdern
- Schleswig-Holstein-Sonderburg-Augustenburg, Albert von (1869–1931), Mitglied der britischen königlichen Familie, Oberhaupt und Titularherzog von Schleswig-Holstein (1921–1931)
- Schleswig-Holstein-Sonderburg-Augustenburg, Christian August von (1768–1810), dritter Sohn Herzogs Friedrich Christian
- Schleswig-Holstein-Sonderburg-Augustenburg, Christian August von (1798–1869), Herzog von Schleswig-Holstein-Sonderburg-AugustenburgChristian August von Schleswig-Holstein-Sonderburg-Augustenburg (1798–1869)
- Schleswig-Holstein-Sonderburg-Augustenburg, Christian Victor von (1867–1900), Mitglied der britischen königlichen Familie und Offizier
- Schleswig-Holstein-Sonderburg-Augustenburg, Dorothea Louise von (1663–1721), deutsche Äbtissin
- Schleswig-Holstein-Sonderburg-Augustenburg, Helena Victoria von (1870–1948), Mitglied der britischen königlichen Familie und eine Enkelin der Königin Victoria
- Schleswig-Holstein-Sonderburg-Augustenburg, Woldemar von (1810–1871), preußischer General der Kavallerie, Ehrenbürger von Magdeburg und Mainz
- Schleswig-Holstein-Sonderburg-Beck, Karl Anton August von (1727–1759), Prinz von Schleswig-Holstein-Sonderburg-Beck
- Schleswig-Holstein-Sonderburg-Glücksburg, Albert zu (1863–1948), deutscher Adliger, Herzog von Schleswig-Holstein-Sonderburg-Glücksburg
- Schleswig-Holstein-Sonderburg-Glücksburg, Alexandra Viktoria von (1887–1957), Prinzessin von PreußenAlexandra Viktoria von Schleswig-Holstein-Sonderburg-Glücksburg (1887–1957)
- Schleswig-Holstein-Sonderburg-Glücksburg, Christiana von (1634–1701), durch Heirat Herzogin von Sachsen-Merseburg
- Schleswig-Holstein-Sonderburg-Glücksburg, Friedrich Ferdinand zu (1913–1989), deutscher Offizier, Bürgervorsteher von Glücksburg
- Schleswig-Holstein-Sonderburg-Glücksburg, Johann von (1825–1911), Prinz von Schleswig-Holstein-Sonderburg-Glücksburg
- Schleswig-Holstein-Sonderburg-Glücksburg, Sophie Hedwig von (1630–1652), holsteinische Prinzessin, designierte Herzogin von Sachsen-Zeitz
- Schleswig-Holstein-Sonderburg-Norburg, Christian August von (1639–1687), Prinz aus dem Haus Schleswig-Holstein-Sonderburg-Norburg, Reisender und britischer Seeoffizier
- Schleswig-Holstein-Sonderburg-Norburg, Elisabeth Juliane von (1634–1704), Herzogin von Schleswig-Holstein-Sonderburg-Norburg, durch Heirat Herzogin von Braunschweig-Wolfenbüttel
- Schleswig-Holstein-Sonderburg-Norburg, Ernst Leopold von (1685–1722), Prinz und Titular-Herzog von Schleswig-Holstein-Sonderburg-Norburg; kaiserlicher Generalfeldwachtmeister und Obrist über ein Dragonerregiment von den niederländischen Nationaltruppen
- Schleswig-Holstein-Sonderburg-Norburg, Friedrich von (1581–1658), Herzog von Schleswig-Holstein-Sonderburg-Norburg
- Schleswig-Holstein-Sonderburg-Plön, Bernhard von (1639–1676), deutsch-dänischer General
- Schleswig-Holstein-Sonderburg-Plön, Dorothea Sophie von (1692–1765), Tochter des Herzogs Johann Adolf von Schleswig-Holstein-Plön
- Schleswig-Holstein-Sonderburg-Wiesenburg, Wilhelm Christian von (1661–1711), kursächsischer Generalmajor

### Schlet
- Schleth, Heinrich (* 1891), deutscher Landwirt und Politiker (NSDAP), MdPl
- Schleth, Uwe (1934–2011), deutscher Soziologe und Hochschullehrer
- Schlett, Stefan (* 1962), deutscher Extremsportler
- Schlette, Friedrich (1915–2003), deutscher Prähistoriker und MdV (NDPD)
- Schlette, Heinrich (1822–1897), deutscher Lehrer, Bibliothekar und Stifter
- Schlette, Heinz Robert (* 1931), deutscher Philosoph und Theologe
- Schlette, Klaus (1928–1996), deutscher Theaterregisseur, Bühnenbildner, Schauspieler und Theaterintendant
- Schlette, Magnus (* 1965), deutscher Philosoph
- Schlette, Ruth (1933–2024), deutsche Historikerin, Autorin und Aktivistin
- Schletter, Adolf Heinrich (1793–1853), Seidenwarenhändler, Konsul und Stifter in Leipzig
- Schletter, Theodor Hermann (1816–1873), deutscher Jurist und Rechtsgelehrter
- Schletterer, Hans Michel (1824–1893), deutscher Musiker und Musikkritiker
- Schletterer, Jakob Christoph (1699–1774), Tiroler Bildhauer
- Schletterer, Siljarosa (* 1991), österreichische Lyrikerin
- Schlettow, Hans Adalbert (1888–1945), deutscher SchauspielerHans Adalbert Schlettow (1888–1945)

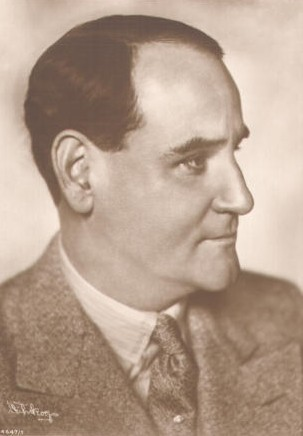
Hans Adalbert Schlettow (1888–1945)

- Schlettwein, Adolf (1872–1939), deutscher Jurist und Staatsbeamter
- Schlettwein, August (1801–1877), mecklenburgischer Rittergutsbesitzer und Mitglied des Vorparlaments
- Schlettwein, August (1868–1916), deutscher Verwaltungsjurist und Amtmann
- Schlettwein, Calle (* 1954), namibischer Politiker
- Schlettwein, Carl (1830–1897), deutscher Gutsbesitzer und Verwaltungsjurist
- Schlettwein, Carl (1866–1940), deutscher Farmer und Schriftsteller
- Schlettwein, Carl (1925–2005), deutsch-schweizerischer Verleger und Experte für Namibia
- Schlettwein, Curt (1879–1965), deutscher Offizier, Kolonialbeamter in Togo und mecklenburgischer Ministerialbeamter
- Schlettwein, Johann August (1731–1802), deutscher Nationalökonom
- Schlettwein, Sylvia (* 1975), namibische Schriftstellerin und Sprachwissenschaftlerin

### Schleu
- Schleu, Annika (* 1990), deutsche Moderne FünfkämpferinAnnika Zillekens (* 1990)

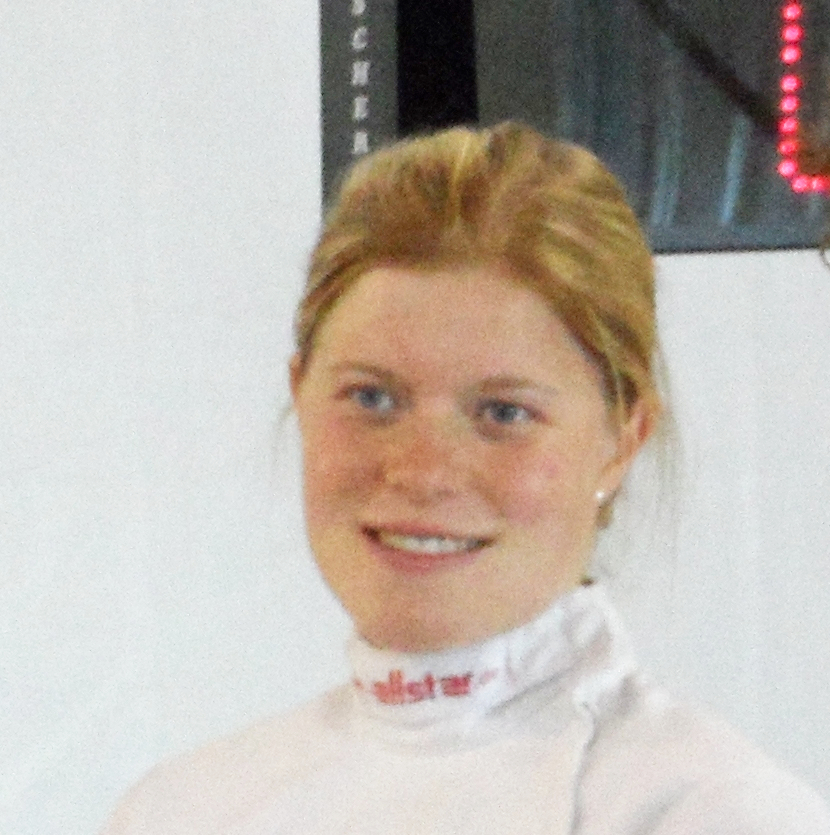
Annika Zillekens (* 1990)

- Schleucher, Kurt (1914–2001), deutscher Publizist, Schriftsteller und Journalist
- Schleudt, Anna († 1628), Opfer der Hexenverfolgung in Flörsheim
- Schleuen, Johann David (1711–1771), deutscher Kupferstecher und Verleger
- Schleuen, Johann David junior, deutscher Kupferstecher und Sticheverleger in Berlin
- Schleuen, Johann Friedrich (1739–1784), deutscher Kupferstecher, Kartograph und Verleger
- Schleuen, Johann Georg (1737–1799), deutscher Kupferstecher
- Schleuen, Johann Wilhelm (1748–1812), deutscher Kupferstecher
- Schleunes, Karl A. (1937–2021), US-amerikanischer Historiker
- Schleuniger, Franz Xaver (1810–1880), Schweizer Geodät und Unternehmer
- Schleuniger, Hans (1933–2021), Schweizer Radrennfahrer
- Schleuniger, Johann Nepomuk (1810–1874), Schweizer Lehrer, Politiker, Journalist, Redakteur und Verleger
- Schleuning, Johannes (1879–1961), deutscher Geistlicher, lutherischer Pastor und Autor
- Schleunung, Willy (1917–2007), bayerischer Politiker (CSU)
- Schleupner, Caspar (* 1535), deutscher Rechenmeister
- Schleupner, Christoph (1566–1635), deutscher lutherischer Theologe und Geistlicher
- Schleuse, Ludwig von der (1782–1845), preußischer Generalmajor, 2. Kommandant der Festung Stettin
- Schleusener, Fabian (* 1991), deutscher FußballspielerFabian Schleusener (* 1991)

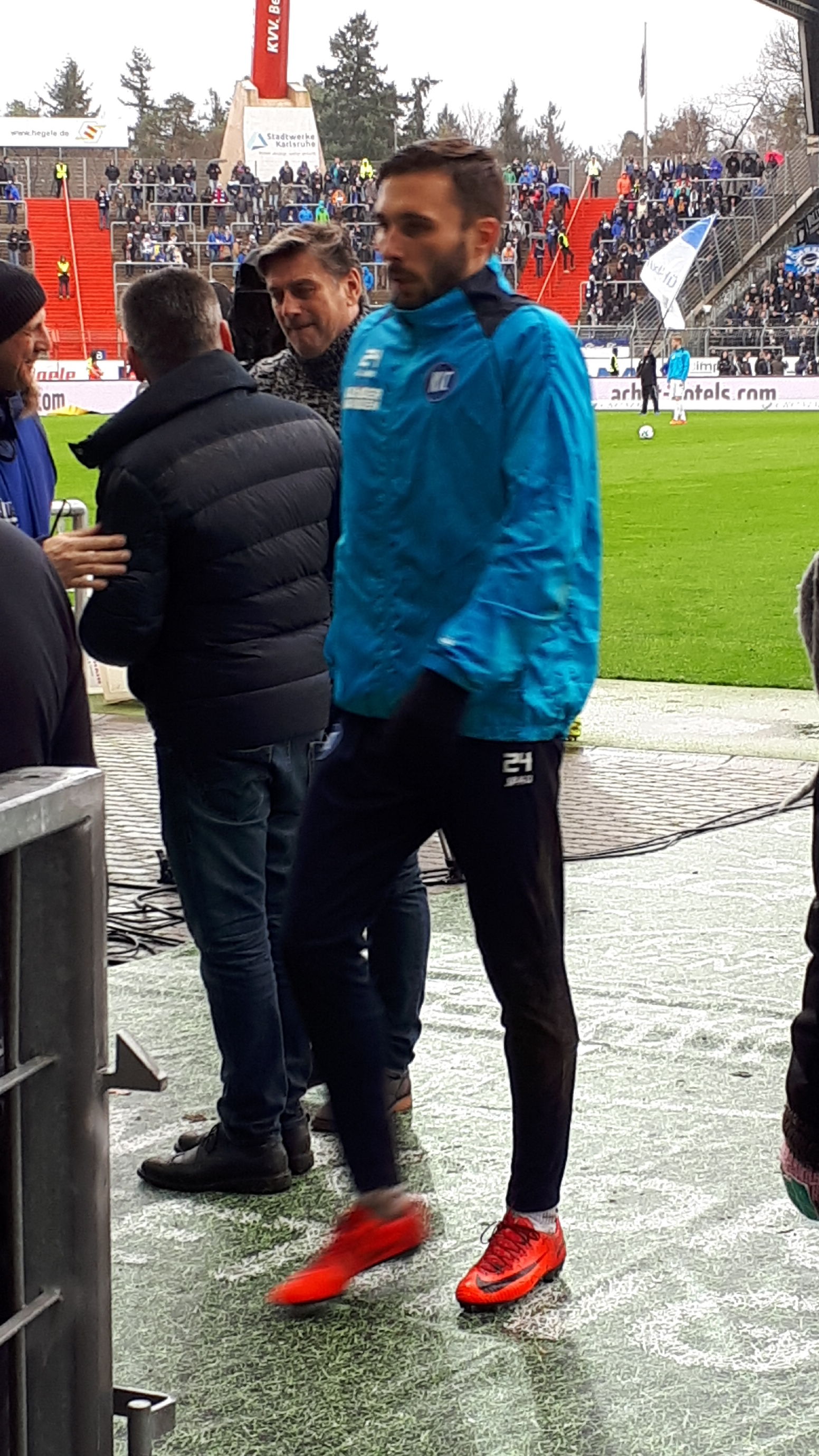
Fabian Schleusener (* 1991)

- Schleusener, Franz (* 1876), deutscher Politiker (DDP, CDU)
- Schleusener, Lothar (1953–1966), deutsches Maueropfer
- Schleusener, Werner (1897–1977), deutscher Pflanzenbauwissenschaftler
- Schleusing, Brigitte (* 1937), deutsche Gebrauchsgrafikerin und Illustratorin
- Schleusing, Thomas (1937–1993), deutscher Illustrator und Karikaturist
- Schleusinger, Eberhard, Arzt und Astrologe
- Schleusner, Georg (1841–1911), deutscher evangelischer Geistlicher
- Schleusner, Johann Friedrich (1759–1831), deutscher evangelischer Theologe
- Schleusner, Thea (1879–1964), deutsche Malerin und Schriftstellerin
- Schleußer, Heinz (1936–2000), deutscher Gewerkschafter und Politiker (SPD), MdL
- Schleussing, Franz von (1809–1887), preußischer Offizier, Mitglied der Frankfurter Nationalversammlung
- Schleussing, Hans (1897–1968), deutscher Mediziner und Hochschullehrer
- Schleußner, Anna Rikarda von (* 1933), deutsche Richterin am Bundespatentgericht
- Schleussner, Carl Adolf (1895–1959), deutscher Chemiker und Fabrikant
- Schleußner, Johann (1629–1703), Kunstmaler in Naumburg/Saale
- Schleußner, Rolf (* 1936), deutscher Fußballtorwart
- Schleuter, Harald (* 1937), deutscher Schriftsteller

### Schlev
- Schlevogt, Kai-Alexander (* 1971), deutscher Betriebswirtschaftler und Hochschuldozent

### Schlew
- Schleweis, Helmut (* 1954), deutscher Bankmanager
- Schlewer, Charles (1901–1986), französischer Ruderer
- Schlewing, Anja (* 1957), deutsche Juristin und Richterin am Bundesarbeitsgericht
- Schlewinski, Christoph, deutscher Drehbuchautor, Storyliner und Spielekritiker
- Schlewitt, Carena (* 1961), deutsche Theaterwissenschaftlerin, Dramaturgin und Kuratorin

### Schley
- Schley, Arno (* 1951), deutscher Badmintonspieler
- Schley, Fridolin (* 1976), deutscher Schriftsteller und Essayist
- Schley, Gerd (* 1949), deutscher Fußballspieler
- Schley, Gernot (1937–2006), deutscher Regisseur und Autor
- Schley, Jacob van der (1715–1779), niederländischer Zeichner und Kupferstecher
- Schley, Julian Larcombe (1880–1965), US-amerikanischer Offizier
- Schley, Karl-Maria (1908–1980), deutscher SchauspielerKarl-Maria Schley (1908–1980)

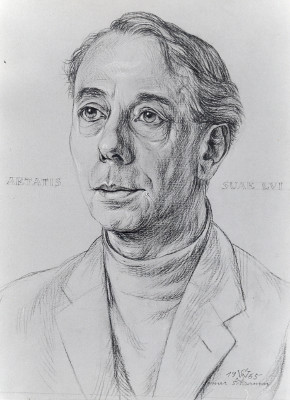
Karl-Maria Schley (1908–1980)

- Schley, Kurt Josef (* 1953), deutscher Psychotherapeut, Pädagoge und Autor
- Schley, Ludolf Gottfried (1798–1859), Schriftsteller und Übersetzer
- Schley, Michael (* 1974), deutscher Politiker (CDU), MdL
- Schley, Nadin (* 1978), deutsche Journalistin, Herausgeberin und Autorin
- Schley, Ulrich (* 1947), deutscher Politiker (CDU), MdL
- Schley, Werner (1935–2007), Schweizer Fussballspieler
- Schley, William (1786–1858), US-amerikanischer Politiker
- Schleyer, Christian Philipp (1772–1844), preußischer Generalleutnant und 2. Kommandant von Torgau
- Schleyer, Erich (1940–2021), deutscher Drehbuchautor, Moderator, Schauspieler, Journalist, Kinderbuchautor
- Schleyer, Franz Lothar (1913–1995), deutscher Arzt, Rechtsmediziner und Hochschullehrer
- Schleyer, Hanns Martin (1915–1977), deutscher Manager und Wirtschaftsfunktionär, von der RAF entführt und ermordetHanns Martin Schleyer (1915–1977)

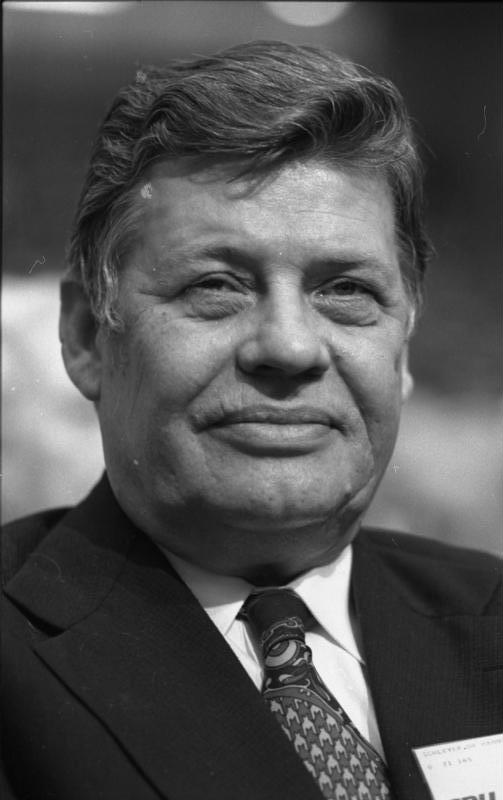
Hanns Martin Schleyer (1915–1977)

- Schleyer, Hanns-Eberhard (* 1944), deutscher Verbändejurist
- Schleyer, Johann Martin (1831–1912), katholischer Priester, Lyriker, Erfinder der Kunstsprache Volapük
- Schleyer, Max A. (1907–1977), deutscher Schauspieler und Regisseur
- Schleyer, Paul von Ragué (1930–2014), US-amerikanischer Chemiker
- Schleyer, Peter Anton (1810–1862), deutscher römisch-katholischer Geistlicher, Theologe und Hochschullehrer
- Schleyer, Waltrude (1916–2008), deutsche Krankengymnastin, Frau von Hanns-Martin Schleyer
- Schleyer, Wilhelm (1853–1936), deutscher Architekt und Hochschullehrer
- Schleyermacher, Daniel (* 1697), deutscher Pastor in Elberfeld und Ronsdorf, sowie Mitstifter der Sekte der Zioniten in Ronsdorf

### Schlez
- Schlez, Johann Ferdinand (1759–1839), deutscher evangelischer Geistlicher, Pädagoge und Schriftsteller